# بهاءالله
میرزا حسین‌علی نوری (۱۱۹۶–۱۲۷۱ شمسی؛ ۱۸۱۷، تهران – ۱۸۹۲ میلادی، عکا)، مشهور به بَهاءُالله، از رهبران برجستهٔ بابیان و بنیان‌گذار آیین بهائی است. پیروان او بهائی خوانده می‌شوند. بهائیان معتقدند که حسینعلی نوری، بنیان‌گذار دین بهائی، جدیدترین مظهر ظهور خداوند است؛ همچون ابراهیم، موسی، بودا، زرتشت، عیسی، محمد و علی‌محمد باب. آنان رسالت او را ایجاد تمدّنی نو و جهانی می‌دانند که بشر در این زمان به آن نیازمند است. آموزه‌های او بر صلح و وحدت جهانی میان همهٔ نژادها، ملت‌ها و ادیان تأکید دارد. تا سال ۱۳۹۵ شمسی (۲۰۱۵ میلادی) شمار بهائیان ۷٫۹ میلیون نفر برآورد شده است.
میرزا حسین‌علی در خانواده‌ای از ملاکین منطقه نور مازندران که با دربار قاجار ارتباط داشت، در تهران متولد شد. او در جوانی گرایش‌های دینی و عرفانی عمیقی از خود نشان داد. با اندیشهٔ شیخی آشنا بود و در سال ۱۲۲۳ شمسی برابر با ۱۸۴۴ میلادی، در ۲۷ سالگی، با دریافت نامه‌ای از سید علی‌محمد باب به او ایمان آورد و به تبلیغ آموزه‌های باب پرداخت. او در گردهمایی بدشت، که از برگزارکنندگان آن بود، لقب «بهاء» به معنای «شکوه» یا «جلال» را برگزید. از آن پس با این عنوان و بعدها با عنوان «بهاءالله» شناخته شد. او در همان گردهمایی، قرةالعین را «طاهره» نامید و دیگر شرکت‌کنندگان را نیز به نام‌های تازه‌ای موسوم کرد. پس از کنفرانس، سید باب در نامه‌هایش از این نام‌های جدید که میرزا حسینعلی برگزیده بود، استفاده کرد. برخلاف انتظار، علی‌محمد باب پیش از اعدام، دست‌کم به ظاهر، میرزا یحیی، برادر ناتنی و کوچکتر بهاءالله را به‌عنوان رهبر تشریفاتی جنبش منصوب کرد. پس از ترور نافرجام ناصرالدین شاه به‌دست بابی‌ها، بهاءالله به‌عنوان رهبر بابیان بازداشت و زندانی شد. به گفتهٔ خودش، در دوران حبس در سیاه‌چال تهران، هم‌زمان با تحمل سختی‌های فراوان، تجربه‌های عرفانی ژرفی داشت و در یکی از آن‌ها حوریه‌ای الهی را مشاهده کرد که او را به رسالت الهی و نصرت خداوند مطمئن ساخت و روحش را شاد کرد. بهائیان این رویداد را آغاز آئین بهائی می‌دانند. او پس از چهار ماه تبرئه شد و به همراه همسر و فرزندان خردسال خود به بغداد در عراق عثمانی تبعید گردید.
نوشته‌های بهاءالله، مانند کتاب ایقان که در بغداد نگاشت، همراه با کاریزما و توانایی ذاتی او در رهبری که پیش‌تر در میان بابیان شناخته شده بود، موجب شد بابیانی که بیشتر رهبرانشان در سرکوب‌های شدید دولتی در ایران کشته شده بودند، او را منبعی برای هدایت و الهام بدانند. بهاءالله در دوران تبعید در عراق، جامعهٔ رو به زوال و سرخوردهٔ بابی را با آثارش عمیقاً متحول ساخت و سطح اخلاقی و روحانی آن را ارتقا داد. این آثار بر انضباط روحانی، نصایح اخلاقی، رفتار انسانی و پرهیز کامل از خشونت، مبارزهٔ مسلحانه و اقداماتی که منجر به ناآرامی‌های اجتماعی می‌شود، تمرکز داشت. سلوک دینی از دیدگاه بهاءالله بر جنبه‌های اخلاقی دین استوار است. این دیدگاه، که در دو اثر مشهورش «کلمات مکنونه» و «کتاب ایقان» آشکارا نمایان است، نقش مهمی در احیای جامعهٔ بابی و آموزش اخلاق به عنوان لازمهٔ حیات روحانی ایفا کرد. بهاءالله دو سال از تبعید ده‌ساله‌اش در عراق را به امید فروکش کردن تنشی که برادرش میرزا یحیی سبب آن بود، در کوه‌های کردستان گذراند.
بعد از ده سال تبعید در عراق، دولت عثمانی تحت فشار دولت ایران، بهاءالله را ابتدا به استانبول و سپس به ادرنه تبعید کرد. در سال ۱۲۴۲ خورشیدی (۱۸۶۳م)، پیش از ترک عراق به سوی استانبول، بهاءالله و شماری از همراهانش به مدت دوازده روز در باغ نجیب پاشا در حومهٔ بغداد اقامت کردند. او در این مدت به بابیانِ حاضر اعلام کرد که پیام‌آور الهی و همان من یظهره‌الله یا موعودی است که سید علی‌محمد باب وعدهٔ آمدنش را داده بود. بهاءالله در این گردهمایی همچنین بر یگانگی نوع انسان، شمول‌گرایی دیانت جدید، نفی کامل خشونت و جهاد، و اینکه دورهٔ دیانت او دست‌کم هزار سال خواهد بود، تأکید کرد. این رویداد در میان بهائیان به عید رضوان مشهور است. بیشتر بابیان به بهاءالله گرویدند و از آن پس بهائی نامیده شدند.
بهاءالله پس از احیای جامعهٔ بابی، آموزه‌های خود را در سطحی جهانی مطرح کرد. او رسالت خویش را با نوشتن نامه‌هایی به سران کشورهای مختلف به‌صورت عمومی اعلام نمود. در این نامه‌ها، بهاءالله خود را موعود همهٔ ادیان معرفی کرد و سران کشورها را فراخواند تا با ایجاد امنیت جمعی، خلع سلاح بین‌المللی، و تشکیل جامعه‌ای متحد در سطح جهان، به صلح عمومی دست یابند. او همچنین بر لزوم دموکراسی، جدایی دین از سیاست، حاکمیت قانون، برابری، و رواداری دینی تأکید کرد. بهاءالله در این نامه‌ها، همچنین، به نقد مشکلات جهان غرب چون یهودی‌ستیزی قدرت‌های اروپایی، مسابقهٔ تسلیحاتی، جنگ‌افروزی و ساختارهای غیردموکراتیک حکومت‌ها (مانند فرانسهٔ بناپارتی و استبداد پروس) پرداخت.
بهاءالله نامه‌هایی نیز به رهبران ادیان، از جمله پاپ پی نهم، نوشت. او در این نامه، وی را به بررسی پیام و رسالت خود دعوت کرد و به واگذاری حکومت عرفی (سلطهٔ خود بر ایالات کلیسا), ترک جزم‌اندیشی و تعصبات دینی، حذف تشریفات زائد، ترک انزوای قصر واتیکان، دیدار با روسای مذاهب غیر کاتولیک، و دعوت سران ممالک به عدالت و نصرت رسالتش فراخواند. بهاءالله در نامه‌هایی که به سران کشورهای مسلمان فرستاد، از جدایی دین از سیاست و مشروعیت دولت عُرفی حمایت کرد و بر دوری بهائیان از خشونت و فساد تأکید نمود. او همچنین نامه‌هایی به برخی از علمای سرشناس ایران نوشت و آنان را عامل سقوط اسلام دانست و به‌سبب سرکوب و کشتار بهائیان سخت مورد بازخواست قرار داد.
افکار بهاءالله با برخی متفکران غربی هم‌عصرش شباهت‌های سطحی دارد، اما در بسیاری از زمینه‌ها – مانند تکامل جمعی، وحدت نوع بشر، ظهور پی‌درپی و سیر تکاملی ادیان، و نقش دین در پویایی اجتماعی و معنوی انسان – با آنها در تضاد است. او جهان را یک واحد زنده و معنوی می‌داند که برای حرکت به مرحلهٔ بعدی تکامل جمعی و معنوی خود، به آموزه‌های نوین اخلاقی در سطح جهانی نیازمند است. بهاءالله به‌صورت اصولی تمام نیازهای این هدف – مانند وحدت دین و زبان و ایجاد ساختارهای سیاسی بین‌المللی بر پایهٔ عدالت اجتماعی، حکمرانی دموکراتیک و مشورت‌محوری – را مشخص می‌کند. در اندیشهٔ او، از آن‌جا که بشر حقیقتی زنده و به‌هم‌پیوسته دارد، مؤسسات بشری، اصول فرهنگی، هنجارها و مفاهیم عدالت و برابری باید در سطح جهانی تعریف شوند. بهاءالله بر اصل سیر تکاملی ادیان تأکید می‌کند: آموزه‌های دینی با ظهور پی‌درپی ادیان و بر پایهٔ نیازها و شرایط بشر تجدید و تغییر می‌یابند و هر دین تازه، بشر را به مرحلهٔ بعدی تکامل جمعی هدایت می‌کند. دین، به‌جای آنکه متصلب و تغییرناپذیر باشد، منبع پیشرفت و پویایی اجتماعی و معنوی بشر است. در این نگاه، مشیت الهی بر حرکت بشر به سوی وحدت و پیشرفت مستمر استوار است و دین نقشی محوری در ایجاد تمدنی پیوسته در حال پیشرفت ایفا می‌کند.
پس از چند سال تبعدی در ادرنه، دولت عثمانی بهاءالله و ۷۰ تن از پیروانش را به دورترین نقطهٔ قلمرو عثمانی از ایران، یعنی عکا، تبعید و در قلعه‌ای زندانی کرد.
بهاءالله آثار فراوانی از خود به‌جا گذاشته است و تاکنون حدود پانزده هزار نامه و متن از او شناسایی شده است. از جملهٔ این آثار می‌توان به کتاب ایقان، کلمات مکنونه، جواهر الاسرار، چهار وادی، هفت وادی، کتاب عهدی، سورهٔ ملوک و کتاب اقدس اشاره کرد. آثار بهاءالله بر فضایل اخلاقی، اصل یگانگی نوع انسان، صلح جهانی، جدایی دین از سیاست، قانون‌مداری، گسترش نظام آموزشی همگانی و اجباری، برابری حقوق زن و مرد، همزیستی مسالمت‌آمیز ادیان، ترک تعصبات دینی و نژادی، پرهیز از ملی‌گرایی افراطی و نفی کامل خشونت تأکید دارد. آموزه‌های او بسیاری از احکام شریعت اسلام و تشیع، از جمله جهاد، برده‌داری، نجاست، صیغه، تقیه، قصاص، ارتداد و نهاد روحانیت را منسوخ کرد. بهاءالله مهم‌ترین اثر خود، یعنی کتاب اقدس، را چند سال پس از تبعید به عکا نگاشت. او در این کتاب، افزون بر احکام دیانت جدید، دستورهای اخلاقی و اجتماعی، مسئلهٔ جانشینی عبدالبهاء و اصول اداری جامعهٔ بهائی را نیز بیان کرده است. او طبقهٔ پیشوایان دینی را در آئین بهائی منسوخ دانست و نظم اداری بهائی را که در رأس آن بیت‌العدل اعظم قرار دارد، تشریح کرد و قوانین مدنی، کیفری، اخلاقی و دینی بهائی را که باید با تفسیر رسمی و در چارچوب این نظام اداری اجرا شود، مشخص نمود.
بهاءالله در سال ۱۲۷۱ خورشیدی، پس از ابتلا به تب و بیماری خفیف، در سحرگاه ۲۹ مه ۱۸۹۲ میلادی، در ۷۵ سالگی، در عکا درگذشت. بر اساس وصیتش، عبدالبهاء جانشین او شد.

## زندگی

### کودکی و جوانی
میرزا حسینعلی نوری، از اهالی منطقهٔ نورِ مازندران، در سالِ ۱۱۹۵ هجری شمسی (۱۲ نوامبر ۱۸۱۷) در تهران متولد شد. بهائیان نسبت وی را از یک سو به زرتشت و از سوی دیگر به یزدگرد سوم، آخرین پادشاه ساسانی می‌دانند. همچنین به اعتقاد بهائیان، حسینعلی نوری از طریق همسر سوم ابراهیم (قطوره) به وی منسوب است. پدرش میرزا بزرگ نوری از رجال دربار فتحعلی شاه و مردی ادیب و خطاط بود و در دربار شاه ایران منصبی عالی داشت. میرزا حسینعلی به مانند دیگر فرزندان چنین خانواده‌هایی آموزش‌هایی چون خواندن، نوشتن، خوشنویسی، خواندن قرآن و اشعار شعرای مشهور ایرانی (چون عطار، حافظ و مولوی) را در خانه و از معلمان خصوصی دریافت کرد. میرزا آقاسی، نخست‌وزیر وقت، علیرغم دشمنی با میرزا بزرگ، به بهاءالله منصب مهمی در دولت پیشنهاد داد، ولی بهاءالله نپذیرفت و ترجیح داد که به اداره املاک و فعالیت‌های خیریه به همراه همسرش آسیه خانم بپردازد. امیرکبیر نیز مقام و مناصبی در دستگاه حکومت به او پیشنهاد داد که آن را هم نپذیرفت. هنگامی که میرزا بزرگ، در سال ۱۸۳۹م درگذشت، فرزند ارشد او، بهاءالله مسئولیت تربیت و مراقبت از فرزندان میرزا بزرگ را که هنوز خردسال و نوجوان بودند بر عهده گرفت.
بهاءالله در آثار خود از چند رویداد در کودکی که عمیقاً وی را تحت تأثیر قرار دادند یاد کرده است. او در یکی از آثار خود یک نمایش خیمه شب بازی را توصیف می‌کند که در کودکی شاهد آن بود. در این نمایش شخصیت‌های آن بسیار واقعی به نظر می‌رسیدند. در پایان نمایش، او خیمه شب باز را دید که با جعبه‌ای از چادر بیرون آمد و به او گفت که تمام شخصیت‌های آن نمایش مجلل - شاه، شاهزادگان و وزیران - همگی در این جعبه هستند. بهاءالله بعدها نوشت که از آن زمان به بعد، اسباب دنیا مانند آن نمایش برای او بی‌ارزش شدند. او همچنین از خواندن داستان کشته شدن قبیله بنی‌قُرَیظه در دوران کودکی خود عمیقاً اندوهگین شده و در آن زمان از خداوند خواست تا اسباب الفت، محبت و اتحاد نوع بشر را مهیا سازد. به گفته بهاءالله در همان دوران کودکی در زادروزش این رویداد منتهی به انقلابی معنوی در وجود او شد که به مدت دوازده روز متوالی ادامه داشت.

### ازدواج‌ها و فرزندان
حسینعلی نوری به رسم معمول آن زمان ایران به‌طور هم‌زمان سه همسر داشت. او در ایران قاجاری اول با ۲ زن از خانواده‌های سرشناس منطقهٔ نور مازندران ازدواج کرد.
میرزا حسینعلی ابتدا در هجده سالگی با آسیه‌خانم، دختر میرزا اسماعیل وزیر یال رودی، در جمادی الثانی ۱۲۵۱ قمری حدود اکتبر ۱۸۳۵ میلادی ازدواج کرد. آسیه‌خانم (ملقب به نواب) از یک خانوادهٔ سرشناس نور مازندران بود. ازدواج دوم او به این صورت شکل گرفت که فاطمه خانم، دختر عمهٔ وی در سال ۱۸۴۲ میلادی در سن چهارده سالگی با یک روحانی برجستهٔ سالمند به نام شیخ محمد تقی معروف به علامهٔ نوری ازدواج کرده بود. اندکی بعد از این ازدواج علامهٔ‌نوری درگذشت و چون فاطمه خانم فرزندی نداشت هیچ ادعائی در مورد ارث از شوهرش نمی‌توانست داشته باشد. او به این ترتیب در واقع از خانوادهٔ علامهٔ نوری اخراج شده بود. بنا بر رسم آن زمان یکی از مردان فامیل که موقعیت مادی و اجتماعی خوبی داشت باید آن بیوه را به عقد خود درآورده و تحت حفظ شرعی خویش قرار دهد. مادر فاطمه خانم (عمهٔ حسینعلی نوری) امید داشت که او چنین کاری را انجام دهد. او چندین بار این موضوع را به وی گوشزد کرده بود. عموی بهاءالله نیز بر همین عقیده بود. بهاءالله برای حفظ حیثیت دخترعمهٔ خود و آبروی خانوادهٔ سرشناس وی در نور مازندران، وی را به عنوان همسر دوم خود انتخاب کرد. فاطمه خانم (ملقب به مهدعلیا) در سال ۱۸۴۹میلادی به عقد ازدواج بهاءالله درآمد.
به گفتهٔ موژان مؤمن، زمان و مکان و شرایط ازدواج سوّمِ بهاءالله کاملاً روشن نیست. یکی از بابیان کاشان، میرزا مهدی، خواهرش گوهرخانم را در حدود سال ۱۸۶۲م به بغداد برد تا در منزل بهاءالله به خدمت خانواده مشغول شود. شریعت اسلام و عرف اجتماعی ایجاب می‌کرد که هر زنی که وارد خانه مرد می‌شود، باید به نحوی یا از جهت فامیلی یا ازدواج به مرد مربوط باشد. لذا بهاءالله با گوهرخانم ازدواج کرد. روایت‌ها در مورد اینکه آیا این ازدواج قبل از خروج بهاءالله در سال ۱۸۶۳م در بغداد رخ داد یا پس از پیوستن گوهرخانم به بهاءالله در عکا در حدود سال ۱۸۷۰م متفاوت است. تنها فرزند از این ازدواج، یک دختر به اسم فروغیّه است که حدود سال ۱۸۷۱م در عکا به دنیا آمد. به گفتهٔ خوآن کول، زمان اقامت در بغداد، به اصرار آسیه خانم، تصمیم گرفته شد تا گوهر را به عنوان خدمتکار تمام‌وقت داشته‌باشند. چون زندگی یک زن با مرد نامحرم در شرع شیعه و عرف مردم ناپسند بود، بهاءالله گوهر را به ازدواج موقت خود درآورد.:۱۷۱ بهاءالله هنگام ترک بغداد به سوی استانبول گوهر را به منزل برادرش در بغداد فرستاد. چند سال بعد که این خواهر و برادر عازم عکا شدند، پس از رسیدن به عکا، گوهر و برادرش مهدی کاشانی، در خارج از پادگان نظامی عکا که بهاءالله و خانواده زندانی بودند ساکن شدند. گوهر خانم پس از درگذشت برادر، به بهاءالله در قصر مزرعه پیوست.
حسینعلی نوری مجموعاً چهارده فرزند داشت که تنها ۷ نفر از آن‌ها به سنِّ بلوغ رسیدند و بقیه در کودکی از دنیا رفتند. فرزندانی که به سن بلوغ رسیدند؛ از آسیه خانم (عباس افندی، بهیّه، میرزا مهدی) و از فاطمه خانم (صمدیه، محمدعلی، ضیاءالله، بدیع‌الله) بودند. از گوهر خانم تنها یک فرزند به نام فروغیّه به دنیا آمد. پس از درگذشت بهاءالله در سال ۱۸۹۲ میلادی، میرزا محمد علی، برادر ناتنی عبدالبهاء، به همراه دیگر برادران خود برخلاف وصیتنامه بهاءالله مرجعیت عبدالبهاء را انکار کردند و در ابتدا به صورت پنهان و سپس آشکارا به مخالفت با او پرداختند. به اعتقاد بهائیان این اختلاف به‌واسطه سرپیچی فرزندان مهد علیا از عهد و میثاق بهاءالله بود.

### از شیخیه تا تیرباران باب
میرزا حسین‌علی با شیخی‌های نور و تهران در تماس بود؛ که با توجّه به محبوبیتِ شیخیهٔ باطن‌گرا در میان اشراف قاجار و تمایل وی به اندیشه‌ورزی طبیعی بود. در سال ۱۲۲۳ هجریِ خورشیدی (۱۸۴۴ میلادی) ملّا حسین بشروئی برای دعوت شیخی‌ها به عقیده‌های جدید بابیت به تهران رفته بود در ملاقات با میرزا معلم نوری او بابی شد و درخواست ملا حسین بشرویه را قبول کرد که با میرزا حسین‌علی تماس بگیرد. به این ترتیب میرزا حسین‌علی دعوت سید علی‌محمد باب در مورد مرجعیت مذهبی او به عنوان «باب» امام دوازدهم شیعیان را پذیرفت. هرچند او هیچگاه خود سید علی‌محمد باب را ندید. اما در سال ۱۸۴۴ میلادی با دریافت یک نامه از سید باب که توسط حسین بشرویه در عمارت خانواده در تهران ارسال شده بود ایمان خود را به سید باب اعلام کرد. با توجه به روایت حسین بشرویه معلوم می‌شود که وی به دستور خاص سیّد باب در جستجوی میرزا حسینعلی بوده است تا پیام باب را به وی برساند. در واقع سید باب سفر حج خود را به مکّه برای اعلان علنی رسالت خود، تا دریافت نامه ملاحسین و اطلاع از نتیجه دیدارش با میرزا حسینعلی نوری به تأخیر انداخت. میرزا حسینعلی نوری در آن زمان ۲۷ سال داشت. او پس از دریافت پیام باب، ابتدا به روستای خود تاکر رفت و اقدام به گسترش آئین بابی در نور و مازندران نمود. باتوجه به وجههٔ او به عنوان یکی از اشراف محلی، سفر وی موفقیت‌آمیز بود و منسوبان او منجمله دو برادرش میرزا یحیی و میرزا موسی و حتی افرادی از طبقه روحانی به آئین جدید گرویدند. از سیزده فرزند میرزا بزرگ نوری، حداقل یکی شیخی و شش فرزند بابی شدند.
میرزا حسین‌علی اگرچه از نخستین پیروانِ باب بود، با بابی‌های دیگر متفاوت بود از این نظر که بیشتر آشناها و ارتباطاتش با درباریان بود و نه علمای شیعه و هستهٔ اصلی جنبش بابیه.: ۴۹۸  میرزا حسین‌علی از مقام و ارتباطات خود در تهران نه‌تنها برای تبلیغ بابیت، بلکه برای محافظت از هم‌کیشان خود نیز استفاده کرد. از جمله کمک به چند بابی که در قزوین دستگیر شده و به تهران آورده شده بودند باعث زندانی شدن خود او گشت. پس از آزادی از حبس چند روزه اسباب خلاصی قرةالعین (از بابیان سرشناس) از وضعیت خطرناکی که در قزوین گرفتار آن شده بود را فراهم کرد. سه سال بعد بهاءالله به همراه برادرش میرزا یحیی و هفتادونه نفر دیگر در گردهمایی بَدَشت شرکت کرد و در ۲۱ روز کنفرانس میزبان آن بود. او در این گردهمایی نقشی بی سر و صدا داشت؛ برای شرکت‌کنندگان باغ‌هایی اجاره نمود و برای برخی از بابیان نام‌هایی که نمایانگر صفات الهی بودند انتخاب کرد. خود او نام «بهاء» به معنی «شکوه یا جلال» را برای خود برگزید، برادرش میرزا یحیی به «صبح ازل» و قرةالعین به طاهره ملقب گشت. باب بعد از آن در الواحی که برای این افراد صادر نمود آنها را به نام‌های جدیدشان خواند.  در این گردهمایی مناظره‌ای بین طرفداران نگه‌داشتن شریعت اسلام و گروه دیگر که به نسخ آن و آغاز یک دوره دینی جدید اعتقاد داشتند درگرفت. بهاءالله از دیدگاه دوم دفاع کرد و بر اجماع بر آن تأثیر گذاشت. در این گردهمایی استقلال بابیه و جدائی آن از اسلام اعلام شد. در اقدامات بهاءالله در بدشت، علائم اولیه ظهور رویکردی در جنبش بابی را می‌توان مشاهده کرد که علاوه بر گسست از اسلام، بر اعتدالی عاری از خشونت تأکید دارد.
پس از آغاز درگیری بابی‌ها با حکومت قاجار، بهاءالله و همراهانش (شامل صبح ازل) از نور به سمت قلعهٔ طبرسی در نزدیکی بابل، مازندران، شتافتند تا به بابیان محاصره شده در آنجا کمک کنند. اما در راه دستگیر و در آمل زندانی شدند. بهاءالله ظاهراً قصد داشت که از جایگاه اجتماعی خانواده خود برای مذاکره پایان جنگ قلعه طبرسی استفاده کند. نظریهٔ دیگر آن‌است که همانند دیگر بابی‌ها در قلعه، بهاءالله جنگ را به مانند نبرد کربلا فرصتی برای شهادت می‌دید.:۵۰۴ در این زمان محمد شاه حکم قتل بهاءالله را صادر نمود ولی مرگ ناگهانی وی در ۱۳ آذر ۱۲۲۷ خورشیدی مطابق با چهارم دسامبر سال ۱۸۴۸ حکم را بی‌اثر کرد. سه‌سال بعد برای بابی‌ها بسیار سخت گذشت. بسیاری از بابی‌ها در مازندران، نیریز، و زنجان توسط نیروهای حکومت محاصره و قتل‌عام شدند. حکومت سید علی‌محمد باب را نیز پس از آنکه خود را «مظهر الهی» نامید و «کتاب بیان» را در بنیان‌گذاری دینی جدید نوشت اعدام کرد. بهاءالله از درگیری بابیان در نیریز و زنجان ناراضی بود و آن را بر ضد مشیت الهی می‌دانست.:۵۰۴
باب در زندان با بهاءالله و صبح‌ازل در تماس بود، که پس از کشته‌شدن بسیاری از پیروان برجستهٔ باب به‌عنوان محتمل‌ترین رهبران بابی مطرح شده بودند. بهاءالله در این زمان ۳۳ ساله و شخصیتی برجسته و شناخته‌شده بود و انتظار می‌رفت که رهبر بابیان شود. اما به صورتی عجیب، به‌نظر می‌رسد که باب صبح ازل، برادر کوچک‌تر و ناتنی بهاءالله، را که در آن زمان ۱۸ ساله بود برای رهبری، حداقل اسماً و به صورت تشریفاتی انتخاب کرد. به دلیل آوازه بهاءالله و اینکه حداقل یک بار فرمان قتل او توسط محمد شاه صادر شده بود، تلاش شده بود که بهاءالله به عنوان رهبر بابیان مورد توجه انظار قرار نگیرد. حتی نامه‌های باب به بهاءالله به اسم برادر کوچکش صبح ازل می‌آمد. بهاءالله، صبح ازل و یکی از منشیان باب به این توافق رسیده بودند که برای حفظ بهاءالله برادر کوچکتر به عنوان یکی از «مرایا» معرفی شده و به عنوان مقام تشریفاتی رهبری بابیان شناخته شود و در عین حال برای اینکه از گزند آسیب در امان باشد خود را مخفی نگه دارد. با این راه حل بهاءالله می‌توانست آزادانه تر به فعالیتهای خود ادامه دهد. به گفته امانت بسیار بعید به نظر می‌رسد که میرزا یحیی، نو جوانی که در ۱۲۲۹ خورشیدی (۱۸۵۰م) بیش از ۱۸ سال نداشته، توانسته باشد مستقیماً محل توجه باب واقع شده باشد، به‌ویژه در شرایطی که باب در حبس ماکو و چهریق از ارتباط با پیروان خود ممنوع بوده است. از طرف دیگر مک‌اوین می‌گوید به نظر می‌رسد ارجاعات متعددی در نوشته‌های باب شواهدی قوی از انتخاب صبح ازل به جانشینی باب ارائه می‌دهند. باب از نامه‌های صبح ازل استقبال می‌کرد و ادعا می‌کرد که آثار الهام الهی در نوشته‌های او وجود دارد. پیشتر سبقت در ایمان، و عضویت در طبقه «علماء» شروط رهبری بابیان بود ولی به نظر می‌رسد باب صبح ازل را به دلیل تصور او در مورد توانایی درونی (فطرت) در دریافت علم الهی برای جانشینی انتخاب کرده است. به عقیدهٔ مک‌اوین برخلاف شواهد کافی بر وصی بودن صبح ازل، منابع متاخر بهائی این انتساب را کم‌اهمیت جلوه داده یا تحریف کردند.:۴۹۷ اما صبح‌ازل جوان مشروعیت و مرجعیت وسیعی نداشت و با سفر بهاءالله به کوه‌های سلیمانیه کردستان جامعهٔ بابی تحت رهبری او دچار تشتت گشته و در گوشه‌کنار افراد متعددی ادعای مقامی الهی کردند. بهائیان معتقدند بسیاری از مدعیان با قبول اعلان مقام «من یظهره الله» توسط بهاءالله، از ادعای خود دست برداشتند و به او ایمان آوردند. باب در کتاب بیان فارسی تأکید کرده بود که چهرهٔ آخرالزمانی دیگری به نام «من یظهره‌الله»، عظیم‌تر از خود باب ظهور خواهد کرد. عصاره و هدف از رسالت باب همان‌طور که خود او همیشه بر آن تأکید داشت آماده کردن مردم برای این ظهور دوم و عظیم‌تر بود، ظهوری که به کرات آثار باب به آن اشاره می‌کند. در این زمان بابیان دل‌سرد به دنبال رهبری جایگزین باب می‌گشتند. صبح ازل در ابتدا رقیبان را تحمل می‌کرد و خود را در سرسلسلهٔ ظهورات می‌دانست، گرچه بعدها رقیبان را دیگر تحمل نکرد (از جمله می‌توان به دو بار تلاش برای مسموم کردن بهاءالله و دستور قتل میرزا اسدالله خوئی (دیّان) و دیگر بابیان سرشناس اشاره کرد) اما بهاءالله از ابتدا واکنشی نسبت به مقامات ابرازشده چند بابی دیگر نشان نداده، بر جایگاه خویش تأکید می‌کرد.

### ترور ناصرالدین‌شاه توسط بابی‌ها و زندانی‌شدن
بهاءالله در سال ۱۲۳۰ شمسی برابر با ۱۸۵۱ میلادی و پس از تیرباران باب به در خواست امیرکبیر ایران را، برخلاف دعوت سفیر روسیه به سکونت در کشورش، به مقصد کربلا ترک کرد. او در کربلا ادعا کرد، که از لحاظ هدف ظلم‌های بسیار واقع شدن، همان امام حسین است که پس از ظهور امام زمان رجعت کرده است. اما این راز را از خیلی از همراهانش مخفی، و در مجامع عمومی برای حفظ اتحاد جامعه و تبلیغ بابیت، از صبح ازل حمایت کرد.
بهاءالله یک سال بعد با کشته‌شدن امیرکبیر و به دعوت میرزا آقاخان نوری جانشین امیرکبیر به ایران بازگشت. میرزا آقاخان با بهاءالله خویشاوند و هم‌ولایتی بود و بهاءالله پس از بازگشت از بغداد برای اینکه تحت نظر باشد ماه‌ها در منزل برادر صدر اعظم میهمان بود. حسینعلی نوری به تازگی وارد تهران شده بود که طوفان تازه‌ای دامنگیر جامعه بابی شد. علت این گرفتاری بابی‌های رادیکال بودند که بعد از اعدام باب، تصمیم به قصاص شاه گرفته و به جان او سوء قصد کردند. بهاءالله قبل از سوء قصد به جان ناصرالدین شاه در منزل یکی از برادران میرزا آقا خان نوری در شمیران به سر می‌برد. به گفته نبیل زرندی او در آنجا در ملاقاتی با «عظیم»، سرکردهٔ این توطئه وی را از نقشه قتل شاه برحذر داشته و این برنامه را محکوم کرد.
سوءقصد به جان شاه در ۲۴ مرداد ۱۲۳۱ (۱۵ اوت ۱۸۵۲م) اتفاق افتاد که در جریان آن شاه فقط جراحات سطحی برداشت. اما بلافاصله بعد از سوءقصد نافرجام به جان ناصرالدین شاه، همه بابیان برجسته هم که نقشی در این توطئه نداشتند از جمله بهاءالله دستگیر شدند و شاه انتقام‌جو فرمان قتل‌عام بابیان را صادر کرد. بسیاری از بابیان و حتی افرادی که مشکوک به بابی بودن بودند در یک کشتار دسته جمعی هولناک با سازماندهی علماء، دولتیان، شاهزادگان قاجار، دیوان‌سالاران و تاجران در ملاء عام به انحای فجیع شکنجه و اعدام شدند. میرزا آقاخان نوری برای کاهش احتمال انتقام دستور داد قربانیان بین گروه‌های مختلف مانند نظامیان، نجیب‌زادگان و استادان و شاگردان دارالفنون پخش شوند تا مسئولیت کشتار بین همگان تقسیم شود. بعضی را شمع‌آجین کردند، بعضی را به دهانهٔ توپ بستند، بعضی را قطعه قطعه کردند، و بعضی را قبل از اعدام چشم از حدقه درآورند، یا پوست از پا کندند و بعد از فرو بردن در قیر داغ مجبور به دویدن کردند. چندین هزار نفر در این قتل‌عام کشته شدند.
مهد علیا (مادر شاه) بهاءالله را در حادثهٔ حمله به پسر خود متهم دانسته و سعی داشت میرزا آقاخان نوری را نیز به عنوان همدست متهم کند. میرزا آقاخان نیز برای مبری ساختن خود بابیان را به شدت سرکوب می‌کرد.
پس از ترور، بهاءالله با علم به اینکه ممکن است در معرض اتهام قرار بگیرد حاضر به اختفا نشد و به منزل شوهر خواهرش که منشی سفیر روسیه بود رفت، اما دستگیر شد و با غُل و زنجیر به زندان سیاه‌چال برده شد. بهاءالله چندین ماه با غل و زنجیر در این زندان که بعدها تخریب و بر روی بقایای آن تکیه دولت ساخته شد زندانی بود. زنجیر سنگینی بر گردن بهاءالله نهاده شده بود که آثار آن تا آخر عمر بر گردن وی باقی ماند. بهاءالله در زندان شاهد اعدام بسیاری از دوستان بابی خود بود. او بعدها در آثار خود به چندین تجریه عرفانی-معنوی و مکاشفه در رؤیا که در این زندان برای او اتفاق افتاد اشاره می‌کند و آن را آغاز رسالت دینی خود می‌داند. این تجربه در نهمین سال پس از آغاز دین سید باب رخ داد ولی بهاءالله آن را به صورت عمومی آشکار نساخت. او نوزده سال بعد از آغاز دین باب، در سال ۱۸۶۳م و پیش از تبعید به استانبول این مطلب را با همراهان خود در میان گذاشت و اعلان کرد که همان کسی است که سید باب و پیامبران پیشین به ظهورش بشارت داده‌اند.
چون بهاءالله در زمین سفارتخانهٔ روس دستگیر شده بود، سفیر روس اصرار داشت که حکومت حق اعدام ایشان را ندارد، مگر اینکه مدرک و سندی دالّ بر شرکت او در نقشهٔ ترور شاه ارائه دهد.

### آزادی از زندان و تبعید به بغداد

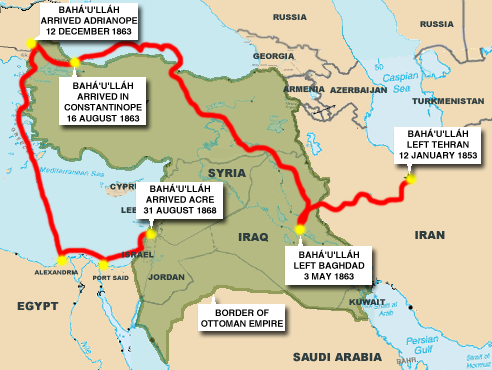
مسیر تبعید بهاءالله از ایران به عکا

#### اقامت اول در بغداد
با اثبات بی‌گناهی حسینعلی نوری و اقدامات و پیگیری‌هایی که از طرف اقوام او و خصوصاً شوهرخواهر او، میرزا مجید آهی، منشی سفارت روسیه، و آقاخان صدراعظم انجام شد،  وی بعد از ۴ ماه به دستور شاه از سیاه چال تهران آزاد شد؛ مشروط بر اینکه ایران را ترک کند. برای ترک ایران یک ماه به او مهلت داده شد. بهاءالله پس از آزادی از سیاه‌چال بسیار بیمار بود و قدرت جسمی کافی برای سفر طولانی را نداشت. خانهٔ او غارت و ویران شده بود و خانوادهٔ او در نقطهٔ دورافتاده‌ای از پایتخت به سر می‌بردند. سفیر روسیه پیشنهاد اقامت در روسیه را به او داد ولی او قبول نکرد و تبعید به عراق را ترجیح داد. بهاءالله در ۲۲ دیماه ۱۲۳۱ خورشیدی (۱۲ ژانویهٔ ۱۸۵۳م) (آغاز محرم ۱۲۶۹) به همراه خانواده و دو برادرش میرزا موسی و میرزا محمد قلی به بغداد که در آن دوران جزو متصرفات دولت عثمانی بود رسیدند. دولت عثمانی برای در امان ماندن بهاءالله از دخالت‌های دولت ایران به او شهروندی عثمانی اعطا کرد.: ۲۶۰ 
بهاءالله یک سال پس از تبعید به بغداد در ژانویه ۱۸۵۳ برای ترویج امر باب آثاری به رشته تحریر درآورد. این آثار همچنان اشاره‌هایی در پرده به دعاوی نوپای پیامبری بهاءالله دارد و در عین حال مرجعیت صوری میرزا یحیی را نیز تأیید می‌کند. صبح ازل برای محافظت از خود، خودش را از سایر بابیان پنهان می‌کرد. او امور را از طریق واسطه‌هایش مانند بهاءالله اداره می‌کرد و بهاءالله هم در جمع به برادرش ارجاع می‌داد. صبح ازل از نظر مالی به بهاءالله و برادر وی میرزا موسی وابسته بود. سیاست غیبت صبح ازل به تدریج به بیگانگی او با بخش بزرگی از بابی‌های تبعیدی انجامید و آنان شروع به هم‌پیمانی با دیگر مدعیان به‌ویژه بهاءالله، کردند.
در سال ۱۲۳۱ خورشیدی (۱۸۵۳م)، بین بهاءالله و صبح ازل و نزدیکان صبح ازل اختلافاتی رخ داد. بهاءالله با سیاست‌های صبح ازل من جمله اختفاء و تلاشهای مستمر وی برای ترور شاه مخالف بود. اگرچه بهاءالله هنوز دعویی مطرح نکرده بود، اما کاریزما و توانایی ذاتی او برای رهبری، بابیان را که اکثر رهبرانشان در سرکوب‌های شدید دولتی در ایران کشته شده بودند، برآن داشت تا او را به عنوان منبعی برای هدایت و الهام در نظر بگیرند. بهاءالله پس از ورود به بغداد به تدریج روحیه جامعه ناامید و رو به انحلال بابی را از طریق نوشته‌هایش که بر اهمیت رفتار اخلاق‌مند و دوری از اعمالی که سبب ناآرامی‌های اجتماعی می‌شود بالا برد. هر چه احترام بابیان به بهاءالله بیشتر می‌شد بر کینه و حسادت یحیی، برادر ناتنی بهاءالله که خود دعوی رهبری داشت، افزوده می‌شد. بهاءالله که نمی‌خواست سبب اختلاف و تفرقه در جامعه بابی شود در تاریخ ۲۱ فروردین ۱۲۳۳ برابر با ۱۰ آوریل ۱۸۵۴ بغداد را به مقصد کوه‌های کردستان ترک کرد تا از صبح ازل فاصله بگیرد. وی در کردستان دو سال در تنهایی زندگی درویشی پیش گرفت. او امیدوار بود که در غیابش جنجالی که صبح ازل مسبب آن بود فروکش کند. بهاءالله در این رابطه در طی نامه‌ای به یکی از خویشان خود می‌نویسد: «از ارض طا (طهران) بعد از ابتلای لایُحصی (بیشمار) به عراق عرب بامر ظالم عَجَم وارد شدیم و از غُل (زنجیر) اعداء بِغِلّ (کینه) احبّاء مبتلا گشتیم… تا آنکه فرداً واحداً هجرت اختیار نمودم و سر به صحراهای تسلیم نهادم … که شاید نار بغضا ساکن شود و حرارت حسد بیفسرد».

#### در سلیمانیه
بهاءالله دو سال از ۱۲۳۳ تا ۱۲۳۵ خورشیدی (۱۸۵۴ تا ۱۸۵۶م) را به درویشی در منطقهٔ سلیمانیه سپری کرد. وی در ابتدای ورود به کردستان در غاری در کوهستان‌های سرگلو مسکن گزید. بعدها یکی از مشایخ صوفی منطقه به اسم شیخ اسماعیل با بهاءالله آشنا شد و بینش معنوی او را تحسین کرد. او از بهاءالله دعوت کرد که به خانقاه صوفیان خالدیه در سلیمانیه، شهر اصلی کردستان عراق بیاید و به بزرگان متصوفه تعلیم دهد. بهاءالله دعوت او را پذیرفت و به آنجا نقل مکان کرد. وی در مدت اقامت خود به درخواست میزبانان خویش برایشان کتاب فتوحات مکیه ابن عربی را تفسیر کرد و قصیدهٔ «ورقائیه» را به سبک شورانگیز ابن فارض سرود و در ضمن آن به بعثت خود (به عربی «بعثتی») اشاره‌کرد. بهاءالله در کردستان مورد احترام رهبران نقشبندیه و قادریه نیز بود و در بازگشت به بغداد ارتباط خود را با دراویش کرد حفظ نمود، و وقتی به ملاقات او می‌رفتند پذیرای آن‌ها بود. وی دو اثر هفت وادی و چهار وادی را در پاسخ به مکاتبات آن‌ها به رشته تحریر درآورد.
بهاءالله با عزلت‌گزینی در کردستان همان کاری را انجام داد که بسیاری از رهبران دینی قبل از او انجام داده بودند. او برای مدت طولانی عزلت گزید و سپس برای ایجاد نظم بازگشت. چنین انزوا و بازگشتی را می‌توان بخشی از روش آئین گُذار دانست که منجر به نوآوری دینی می‌شود. به عقیده امانت بازگشت از کوه‌های کردستان به جلگه‌های دجله و فرات به میان بابیان چندان بی شباهت به تمثیلی نیست که نیچه در آغاز چنین گفت زردشت دربارهٔ پیامبرش یعنی آن زردشت افسانه‌ای آورده است. پیامبری که دلزده از مردمان به انزوای کوهستان پناه می‌بَرد و پس از دورانی تأمل و تفکر در احوال خویش و جهان با پیامی نوبنیاد و آیین شکن به جهان مردمان بازمی‌گردد تا آنان را از پیام نوین خویش آگاهی دهد و در مقابل، تحقیر و رنج را برای خود باز خرد. به گفتهٔ بهاءالله، او در اصل قصد بازگشت به بغداد را نداشت اما چون از اوضاع جامعهٔ بابی بغداد و دستورهای ناهنجار یحیی مطلع شد، احساس کرد که اگر دخالت نکند فداکاری‌های شهیدان بابی و شهادت شخص باب همه به هدر خواهد رفت.
بهاءالله در نهایت به درخواست بابیان برجسته که تأثیر تنش‌زدایی و ثبات‌بخشی وی را در بغداد ضروری می‌دیدند و به اصرار خانواده خود در بهار ۱۲۳۵ خورشیدی (مارس ۱۸۵۶م) به بغداد بازگشت. وی تا سال۱۲۴۲ شمسی (۱۸۶۳م) در آنجا اقامت گزید و به بسط پیروان وفادار و روزافزون خود از طریق آثار زیبای عرفانی و رساله‌های اعتقادی متقن و صریح همچون کلمات مکنونه، هفت وادی و کتاب ایقان، که به فارسی یا عربی می‌نگاشت، پرداخت.

#### بازگشت به بغداد
هنگامی که بهاءالله به بغداد بازگشت، جامعهٔ بابی اوضاع نابسامانی داشت و دچار ناامیدی و تفرقه شده بود. بهاءالله که مصمم بر تغییر وضعیت موجود بود با وجود مخالفت‌های مستمر یحیی شروع به تلاش برای احیای جامعهٔ بابی در عراق و ایران نمود. آثار بهاءالله در این دوران درکی جدید از دین بابی در اختیار بابیان قرار داد و جامعه بابی را عمیقاً متحول ساخت و سطح اخلاقی و روحانی آن را ارتقا بخشید. این آثار بر انضباط قوی روحانی، نصایح اخلاقی، و تأکید بر اعمال و رفتار انسانی و پرهیز از رفتارهایی که منجر به ناآرامی‌های اجتماعی می‌شود متمرکز بود. سبک بعضی از آثار بهاءالله در این دوره به آثار عرفانی فارسی شباهت دارد. از مهم‌ترین این آثار می‌توان به کلمات مکنونه، کتاب ایقان، جواهر الاسرار و دو اثر عرفانی به نام‌های چهار وادی و هفت وادی اشاره کرد. این آثار به جوانب مختلفِ ایمان دینی می‌پردازند: هفت وادی و چهار وادی به جنبه معنوی و عرفانی دین و سلوک انسان در مراحل کسب کمالات معنوی می‌پردازند، کلمات مکنونه راه‌کردهای عملی یک زندگی اخلاق‌مند را مشخص می‌کند و جواهرالاسرار و کتاب ایقان مبانی و اصول اعتقادی آئین جدید را تشریح می‌کنند. بهاءالله پیشگویی اسلامی مبنی بر ظهور مهدی یا مسیح در سال ۱۲۸۰ هجری (۱۸۶۳م) را که به باور عمومی رسیده بود جدی گرفت و دعوت خود را تا آن سال آشکار نساخت. اگر چه شواهد زیادی وجود دارد مبنی بر اینکه او دعوت خود را سال‌ها پیش از این پنهان نگاه داشته بود.
تعداد پیروان بهاءالله به شکل فزاینده‌ای رشد کرد و ظرف مدت کوتاهی هم بابی‌ها و هم مقامات ایرانی و عثمانی او را به عنوان رهبر برجسته بابیان شناختند. او در خارج جامعهٔ بابی نیز از همراهی و تأیید ساکنان بغداد و مسافرانی که به این شهر می‌آمدند برخوردار بود از جمله مقامات عثمانی، افراد برجسته ایرانی و حتی روحانیون سُنّی هم او را به عنوان شخصیتی مهم می‌شناختند. حکومت ایران که از احیای جامعهٔ بابی تحت رهبری بهاءالله نگران بود مقامات عثمانی را مورد فشار قرار داد تا بهاءالله و یاران در حال فزونی او را به محلی دورتر از مرزهای ایران تبعید کند. مقامات عثمانی این موضوع را قبول کرده و بهاءالله را در ۱۲۴۲ شمسی (۱۸۶۳م) میلادی به قسطنطنیه، استانبول امروز فراخواندند.
نوزده سال بعد از آغاز دعوت باب، در اول اردیبهشت ۱۲۴۲ ش. (۲۱ آوریل ۱۸۶۳م) قبل از حرکت به استانبول بهاءالله و همراهانش برای دوازده روز در باغ نجیب پاشا در حومه بغداد اقامت کردند. در این مکان بود که بهاءالله به بابیان حاضر اعلان کرد که او پیام‌آور الهی و همان من یظهره الله یا موعودی است که باب به آمدنش وعده داده است. علاوه بر این بهاءالله در این گردهمایی بر وحدت نوع انسان، شمول گرایی آئین جدید، نفی کامل خشونت و جهاد و اینکه دوره دیانت او دست‌کم هزار است تأکید کرد. این واقعه در بین بهائیان به عید رضوان شناخته می‌شود. اکثر بابیان به او ایمان آورده و از آن پس بهائی نامیده شدند. احتمالاً چون هنوز سال ۱۲۸۰ هجری آغاز نشده بود، بهاءالله اعلام نوشتاری دعوتش را حدود یک سال به تأخیر انداخت.

### تبعیدها به استانبول و ادرنه و جدایی از صبح ازل
بهاءالله و همراهانش (شامل صبح ازل) پس از چهار ماه سفر زمینی به استانبول وارد شدند. در استانبول بود که او ایده‌هایی را مانند زبان یکسان جهانی برای اتحاد عالم مطرح کرد. پس از حدود سه ماه و نیم اقامت در استانبول، مسئولان حکومت عثمانی، سلطان عبدالعزیز همراه با نخست وزیرش، عالی پاشا، و وزیر امور خارجه اش، فؤاد پاشا، دستور تبعید بهاءالله به ادرنه را صادر کردند. این تبعید به دلیل فشار و اقدامات حسین خان مشیرالدوله، سفیر ایران در باب عالی بود. وی و دیگر مقامات امور خارجه ایران و شخص ناصرالدین شاه حضور بهاءالله را در استانبول به‌ویژه پس از سرکوب اصلاحطلبان در ایران برای مصالح خود زیان‌بخش می‌دانستند. باب عالی در استانبول ظاهراً صلاح کار را چنان می‌دید که تمایل ایران را در این مورد حساس نادیده نگیرد. بهاءالله ابتدا قبول نکرد و خواست در مقابل حکومت عثمانی مقاومت کند تا اینکه یا سلطان را منصرف کند یا شهید شود. اما این نقشه به دلیل همکاری نکردن صبح ازل شکست خورد. بهاءالله و میرزا یحیی و همراهانشان چهار سال و نیم (از ۱۲ دسامبر ۱۸۶۳ تا ۱۲ اوت ۱۸۶۸) در ادرنه اقامت داشتند دولت عثمانی برای مخارج زندگی به آنها کمک هزینه پرداخت می‌کرد.
بسیاری از بشارت‌ها و تأکیدهای متوالی باب در دو سال پایانی زندگی، امکان ظهور جدیدی را که با عنوان «من یظهره الله» از او یاد می‌کرد نزدیک می‌دانست. مک اوین اما معتقد است باب پیش‌بینی کرده بود که «من‌یظهره‌الله» یک یا دو هزار سال بعد ظهور خواهد کرد؛ ولی جذابیت ظهور منجی باعث تفسیر تازه پیشگویی‌های کتاب بیان شد تا نشان داده‌شود که باب ظهور زودهنگام منجی را پیش‌بینی می‌کرده است.:۵۰۰ درحالی‌که سعیدی بر این باور است که باب بر قرب ظهور موعود (من یظهره الله) تأکید کرده بود. مهم‌تر از آن وی اساساً بابیان را برحذر داشته بود که مبادا مانند ادیان قبل که با استدلال به کتاب آسمانی خود از پیامبر بعدی محروم شدند با استدلال به آثار باب از ایمان به «مَن یُظهره الله» خود را محروم سازند. آنها می‌بایست موعود را از آثار و صفات خود او بشناسند و نه از اشاره و دلالت دیگران (حتی خودِ باب و هجده حواری اولیه او). بهاءالله در بهار و زمستان سال ۱۲۴۲ ش. (۱۲۸۰ه‍.ق و ۱۸۶۳م)، دعوتش را به تدریج به دوستانش اعلام کرد. او در «سورهٔ دم (خون)» نوشت که او همان رجعت باب یا «من یظهره الله» است. حواریون نزدیک بهاءالله در ایران نامه‌هایی از او دریافت می‌کردند و به دست بابی‌های ایران می‌رساندند. بهاءالله و پیروانش استدلال می‌کردند که سید علی‌محمد باب در حقیقت بشارت‌دهندهٔ ظهور بهاءالله بوده و انتخاب صبح ازل به عنوان جانشین باب، حربه‌ای برای در امان ماندن بهاءالله از حاکمان ایران بوده است. به گفته سعیدی خطری که بهاءالله را تهدید می‌کرد از جانب امیرکبیر بود. اگر امیرکبیر به نقش کلیدی بهاءالله در جامعه بابی پی‌می‌برد حتماً او را به قتل می‌رساند.
انتشار دعاوی بهاءالله به عنوان من یظهره الله مقام صبح ازل را تحت الشعاع قرار داد و باعث تشدید حسادت وی شد. بهاءالله در بهار ۱۲۴۵ش. (۱۸۶۶م) خانه‌اش را در ادرنه از صبح ازل جدا کرد چون به گفته او صبح ازل قصد کشتن او را داشته، بهاءالله بعد از اینکه صبح ازل او را مسموم کرد به شدت بیمار شد. آثار آن بیماری به صورت رعشهٔ دست تا آخر عمر ادامه داشت. او پس از این ماجرا به مدت دو ماه در ادرنه خود را از بابیان آنجا جدا کرد و در انزوا زیست. وی از آنان خواست تا بین صبح ازل و او یکی را انتخاب کنند. تقریباً همه بابیان بهاءالله را انتخاب کردند، همچنین به صورت فزاینده‌ای بابیان ایران به وی گرویدند. سپس بهاءالله آشکارا اعلام کرد که پیامبر مستقلی است و شروع به نوشتن سوره‌هایی کرد که آن‌ها را وحی الهی می‌دانست. وی در شهریور ۱۲۴۶ش (سپتامبر ۱۸۶۷م) به‌طور قطعی از صبح ازل جدا شده و از وی خواست که از او پیروی کند. صبح ازل نپذیرفت و او را به مباهله در مسجد سلطان سلیم دعوت کرد، اما وقتی در میانهٔ راه تصمیم‌اش را تغییر داد و در مباهله حاضر نشد، وجهه خود را از دست داد.
بهاءالله در دوران اقامت در ادرنه، رسالت خود را به صورت عمومی با ارسال نامه هائی به پادشاهان و سران ممالک اعلان کرد. از جمله می‌توان به نامه‌های او به ناپلئون سوم در فرانسه؛ به پاپ اعظم؛ به ناصرالدین شاه، پادشاه ایران؛ و نامه به سلطان عبدالعزیز عثمانی در ترکیه اشاره کرد. او در این نامه‌ها آن‌ها را به کناره‌گیری از جنگ و برقراری صلح و آشتی نیز دعوت نمود.

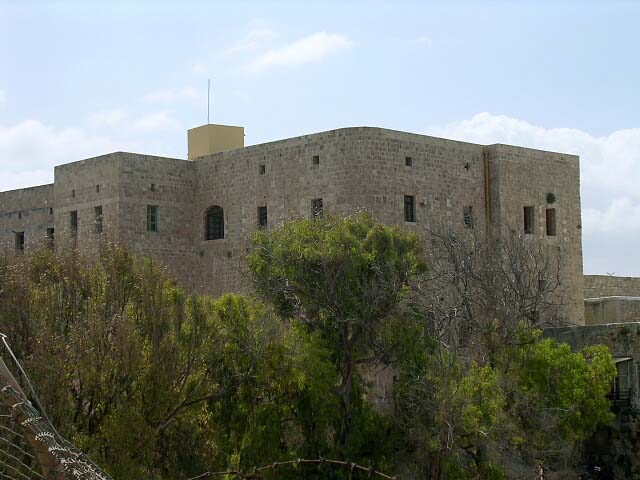
زندانی که بهاءالله دو سال در آن در عکا زندانی بود.

### تبعید به عکا
میرزا یحیی و حامی اصلی او، محمد اصفهانی در پی بی‌اعتبار کردن بهاءالله نزد مقامات عثمانی شکایت کردند و اتهامات نادرستی را علیه او مطرح نمودند و او را متهم به شورش علیه دولت، هم‌پیمانی با انقلابیون بلغارستان، و برنامه‌ریزی برای آشوب و اغتشاش جلوه دادند.  هیئت تحقیق بهاءالله را از اتهامات مذکور مبری دانست ولی به مقامات عثمانی هشدار داد که بهاءالله و ازل هر دو دعاوی مذهبی دارند. هیئت تحقیق آثار فارسی و عربی بهاءالله را نشان‌دهنده ادعای نوعی پیامبری دانست که در همان حال مقام مهدی را نیز در بر می‌گیرد. در این رابطه گزارش عالی پاشا، نخست‌وزیر وقت، به سلطان عبدالعزیز چندین بار بر ادعای مهدویت تأکید کرد که خود نشان از هراس دولت عثمانی از بروز جنبش‌های مهدوی در محیط صوفیانه و شیعی- صوفی عثمانی داشت. این امر بالقوه موجب بی‌نظمی امپراتوری عثمانی تشخیص داده شد و بهاءالله و ازل متعاقباً طی یک فرمان سلطنتی به دستور سلطان عبدالعزیز به تبعید، حبس ابد و عدم ارتباط با دیگران محکوم شدند. دارایی بهاءالله در بغداد مصادره شد و بهائیان سرشناس بغداد دستگیر و به موصل تبعید شدند. بهاءالله و پیروانش به عکا، و میرزا یحیی و خانواده‌اش به فاماگوستا در قبرس تبعید شدند. بر اساس این فرمان، چهار تن از پیروان بهاءالله به همراه یحیی به قبرس رفتند، و دو تن از پیروانش به همراه بهاءالله و پیروان او به عکا فرستاده شدند، زیرا انتظار می‌رفت که این ترکیب باعث دریافت گزارش هائی دربارهٔ گروه مخالف شود.
سلطان عبدالعزیز در فرمان خود به والی عکا تأکید کرد که بهاءالله و همراهان که حدود ۷۰ نفر شامل زنان و کودکان هم بودند، باید تا آخر عمر در قلعه عکا زندانی باشند، با هیچ‌کس معاشرت نکنند، و به شدت تحت نظر قرار گیرند. دولت عثمانی تصمیم گرفته بود بهاءالله را برای همیشه به سخت‌ترین حالت ممکن خاموش کند، روشی که دست کمی از اعدام نداشت. به گفته القان دولت عثمانی کوشش داشت ثابت کند که بهاءالله ادعای مقام مهدویت داشته، اما در واقع بهاءالله هرگز ادعای مهدویت نکرد. برداشت بهاءالله از مقام خود ماوراء مفهوم نبوت یا پیامبری در اسلام بود. وی خود را مظهر ظهوری الهی می‌دانست.
در صدور این فرمان دخالت‌های نزدیک عالی پاشا و فؤاد پاشا به ترتیب نخست‌وزیر و وزیر خارجهٔ وقت عثمانی و فشارهای دولت ایران برای تبعید بهاءالله و ازل به مناطق دور افتاده‌تر بسیار مؤثر افتاد. اگرچه ممکن است انگیزه‌های عالی پاشا و فؤاد پاشای تجدد خواه از انگیزه‌های سلطان عبدالعزیز مرتجع متفاوت بوده باشد، ولی تصمیم نهایی آنها یکسان بود. نگرانی‌های دو پاشای مذکور از جنبشی سیاسی - مهدوی می‌آمد، در حالی که سلطان عبدالعزیز از بدعت در دین بیمناک بود. از سوی دیگر بعضی منابع درگیری بین دو گروه بهائی و ازلی را علت تبعید می‌دانند.
بهاءالله طی دو دهه از زمان صدور حکم اعدامش در سال ۱۲۲۷ش. (۱۸۴۸م) تا حبس بیرحمانه‌اش در زندان قلعهٔ عکا در سال ۱۲۴۸ش. (۱۸۶۸م)، هیچگاه مرتکب جرم مدنی نگردیده و در هیچ دادگاه قضایی به دلیل تخلف علیه قانون محکوم نشده بود. وی به خواست و با حکم سلاطین مسلمانی مجازات شد که خود را مدافع دین حقیقی [اسلام] در برابر بدعت گذاری نامدار و نفسی به نظرشان خطرناک که دارای جاذبه دینی بود می‌دیدند.
در تاریخ ۹ شهریور ۱۲۴۷ش. (۳۱ اوت ۱۸۶۸م) بهاءالله و گروهی از پیروانش وارد زندان قلعهٔ عکا شدند. عکا در آن زمان به دلیل شرایط نامساعد و نامطلوبی که داشت به عنوان تبعیدگاه و محل حبس زندانیان سیاسی حکومت عثمانی مورد استفاده قرار می‌گرفت. بهاءالله و همراهانش به مدت دو سال در شرایط بسیار دشوار و نامناسبی در قلعه عکا محبوس بودند و چندین نفر از همراهان بهاءالله به دلیل بیماری و سختی شرایط، و یکی از پسران بهاءالله به اسم میرزا مهدی در اثر یک حادثه جان دادند. بر عکس دورهٔ بغداد و ادرنه که بهاءالله با عموم مردم و مهمانانش در تماس بود، از زمان ورود به عکا، اوقات خود را صرف دیکتهٔ آثار خود و ملاقات با بهائیان کرده و ملاقات و مکاتبه با دیگران را به پسرش، عبدالبهاء، محول نمود. او در این دوران فقط به صدور نامه هائی به پادشاهان و سران ممالک ادامه داد و از این زندان بود که ملکه ویکتوریای انگلستان، الکساندر دوم روسیه، و پاپ پی نهم را مورد خطاب قرار داد.
روابط حاکمان محلی با بهاءالله خوب بود، بجز زمانی که چند بهائی افراطی بدون اطلاع بهاءالله سه ازلی را که برای حکومت عثمانی جاسوسی می‌کردند و محلی‌ها را علیه بهائیان می‌شوراندند، کشتند. بهاءالله این اقدام را شدیداً محکوم کرد، اما محدودیت‌هایش بیشتر شد. کمی بعد اما روابط مقامات و مردم محلی با بهاءالله و زندانیان بهائی بهبودی یافت. بهاءالله و همراهانش در ۱۲۴۹ش (۱۸۷۰م) اجازه یافتند زندان قلعه را ترک کنند بدون اینکه از قلعهٔ عکا خارج شوند. بهاءالله به مدت هفت سال از ۱۲۴۹ش. تا ۱۲۵۶ش. (۱۸۷۰ تا ۱۸۷۷م) در خانه‌های مختلفی در عکا از جمله بیت عبود و بیت عبدالله پاشا زندگی کرد. سلطان عبدالعزیز در سال ۱۸۷۶م. از سلطنت خلع شد و متعاقباً حکم زندان بهاءالله و همراهان لغو گردید. بهاءالله توانست بعد از ۹ سال از قلعهٔ عکا خارج شود. مفتی عکا در زمان حیات بهاءالله به او ایمان آورد، و حاکم عکا به بهاءالله احترام می‌گذاشت. در اواخر دههٔ ۱۲۳۹ش. و اوایل دههٔ ۱۲۴۰ش. (اواخر دهه ۱۸۶۰ و اوایل دههٔ ۱۸۷۰م)، بیشتر بابی‌های ایران به بهاءالله ایمان آورده و بهایی شدند. بهاءالله مهم‌ترین اثر خود یعنی کتاب اقدس را چند سال پس از تبعید به عکا نوشت. در این کتاب بهاءالله علاوه بر احکام دیانت جدید، دستورهای اخلاقی و اجتماعی، مسئله جانشینی و امور اداری را نیز گنجانده است. کتاب اقدس در میان کتاب‌های مقدس ادیان جهان از این نظر متمایز است که به مسائلی پرداخته که در تاریخ، به‌عنوان عوامل تفرقه در دین شناخته شده‌اند، یعنی مسائلی مانند جانشینی، تفسیر و مدیریت امور پس از وفات بنیان‌گذار دین. بهاءالله در کتاب اقدس عبدالبهاء را به عنوان جانشین برمی‌گزیند، طبقه پیشوایان دینی را در آئین بهائی منسوخ می‌کند و نظم اداری بهائی که در راس آن بیت العدل اعظم قرار دارد را تشریح؛ و قوانین مدنی، کیفری، اخلاقی و دینی بهائی را که قرار است با تفسیرهای رسمی، و بر اساس اصول روحانی یک نظام اداری همراه باشد مشخص می‌نماید.

### سال‌های پایانی زندگی

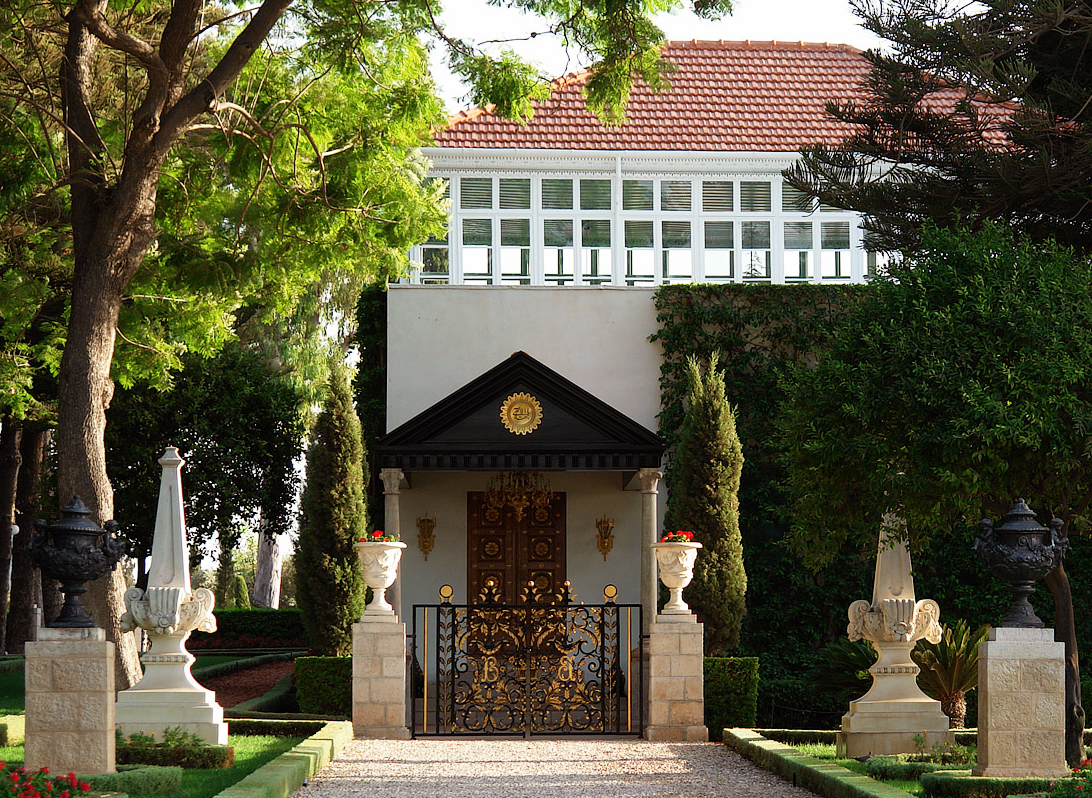
آرامگاه بهاءالله

در ۱۲۵۵ خورشیدی (۱۸۷۷م) بهاءالله اگرچه همچنان یک زندانی محسوب می‌شد، اجازه یافت که از قلعهٔ عکا خارج شود. او ابتدا برای حدود دو سال در عمارتی در شمال عکا به نام «مزرعه» ساکن شد و سپس از ۱۲۵۶ خورشیدی (۱۸۷۹م) تا هنگام درگذشت در سال ۱۲۷۰ خورشیدی(۱۸۹۲م) در بهجی ادامه حیات داد. او در نوزده سال آخر زندگی خود آثار مهمی از جمله لوح اشراقات، لوح تجلیات، لوح طرازات را تحریر کرد که در آن‌ها اصول اخلاقی و معنوی یک نظم جهانی، و اهمیت کار کردن و فراگرفتن علم و هنر، اطاعت از حکومت، انتخاب یک زبان و خط مشترک جهانی، ممنوعیت جهاد، لزوم تعلیم و تربیت کودکان، و دستیابی به صلح عمومی را تشریح کرد.
بهاءالله در ۸ خرداد ۱۲۷۱ شمسی (۲۹ ماه مه ۱۸۹۲م) به دنبال تب خفیفی در سن ۷۵ سالگی در بَهجی درگذشت و در محوطه عمارت بَهجی به خاک سپرده شد.

### جانشینی
بهاءالله در وصیت‌نامهٔ خود، کتاب عهدی، که به خط خود او نوشته شده بود به‌طور مشخص فرزند ارشدش عبدالبهاء را جانشین برای تبیین آثار خود و ادارهٔ امور جامعهٔ بهائی تعیین نمود. او محمد علی، دومین پسرش، را که در قید حیات بود در رتبهٔ دوم پس از عبدالبهاء معرفی کرد. این وصیت‌نامه اندک زمانی پس از درگذشت بهاءالله در جمع بزرگی خوانده شد. جانشینی عبدالبهاء دور از انتظار و تعجب‌برانگیز نبود و اکثریت قریب بالاتفاق بهائیان مطابق کِتابُ عهدی، عبدالبهاء را به عنوان جانشین بهاءالله و مُبیّن و مُفسّر رسمی آثار او پذیرفتند.

## اندیشهٔ بهاءالله

### مواجهٔ بهاءالله با اندیشه‌های معاصر خود
بهاءالله در جوانی با شیخی‌های نور و تهران در تماس بود، امری که با توجه به محبوبیت شیخیهٔ مرموز در میان اشراف قاجار و تمایل وی به اندیشه‌ورزی امری طبیعی بود. آشنایی بهاءالله با عرفان و تصوف نیز پدیدهٔ نامعمولی نبود، چون اشراف ایرانی مانند بهاءالله با آثاری چون مثنوی معنوی و منطق الطیر آموزش داده می‌شدند. همچنین در آغاز سدهٔ نوزدهم میلادی، با تلاش‌های سلسلهٔ نعمت‌اللهی شیعه مذهب، تصوف در ایران دوباره محبوب شده بود.:۲۱ بهاءالله دو سال از ۱۲۳۳ تا ۱۲۳۵ خورشیدی (۱۸۵۴ تا ۱۸۵۶م) را به گوشه‌نشینی درویشی در منطقهٔ سلیمانیه سپری کرد. وی در ابتدای ورود به کردستان در غاری در کوهستان‌های سرگلو مسکن گزید. بعدها یکی از مشایخ صوفی منطقه به اسم شیخ اسماعیل با بهاءالله آشنا شد و بینش معنوی او را تحسین کرد. نقشبندیه او را ابتدا به نام «درویش محمد ایرانی» یاد می‌کردند. :۸ شیخ اسماعیل از بهاءالله دعوت کرد که به خانقاه صوفیان خالدیه در سلیمانیه، شهر اصلی کردستان عراق بیاید و به بزرگان متصوفه تعلیم دهد. بهاءالله دعوت او را پذیرفت و به آنجا نقل مکان کرد. وی در مدت اقامت خود در سلیمانیه به درخواست میزبانان خود برایشان کتاب الفتوحات المکیه ابن عربی و چندین اثر معروف اسلامی، از جمله قصیده معروف ابن فارض به اسم «نظم السلوک» که به «التائیة الکبری» نیز معروف است را تفسیر کرد و شرح و بسط داد و قصیده «عز ورقائیه» را به سبک ابن فارض سرود. بنا بر منابع بهائی، وی بعضی از دیدگاه‌های ابن عربی را اصلاح کرد. بهاءالله در کردستان مورد احترام رهبران نقشبندیه و قادریه نیز بود و در بازگشت به بغداد ارتباط خود را با دراویش کُرد حفظ کرد و وقتی به ملاقات او می‌رفتند پذیرای آن‌ها بود. او دو اثر هفت وادی و چهار وادی را در پاسخ به مکاتبات آنها به رشته تحریر درآورد. مکاتبات بهاءالله با صوفیان نشان می‌دهد که او با مکتب سمنانی—سرهندی در نقشبندیه آشنایی کامل داشت.:۸ دنیس مک‌یوئِن بهاءالله را تحت تأثیر صوفیان می‌داند.:۴۰۴ البته بسیاری از آموزه‌های بهاءالله با عقاید صوفیه در تضاد است. وی عقیده وحدت وجود را رد می‌کند و به نقد برخی از جنبه‌های تصوف مانند گوشه‌نشینی، انزوا و ریاضت‌های افراطی می‌پردازد. بهاءالله از این دیدگاه که برخی از صوفیان خود را فراتر از قوانین شرع می‌دانند نیز انتقاد می‌کند. وی هم شرع و هم عرفان را به عنوان اجزای دینداری مطلوب معرفی می‌کند و به آنها بُعدی اخلاقی می‌بخشد.
افکار بهاءالله با بعضی متفکرین غربی هم عصر او شباهتهایی سطحی دارد ولی در بسیاری از زمینه‌ها - مانند  تکاملِ جمعی و وحدتِ نوع بشر، ظهور پی در پی و سیر تکاملی ادیان، و نقش دین در پویاییِ اجتماعی و معنوی انسان - با آنها در تضاد است. آراء بهاءالله دربارهٔ وحدت نوع بشر محصولِ متغیر و التقاطیِ تاثیرپذیری‌هایِ اتفاقی خارجی یا حاصلِ ایده آلیسمِ اخلاقی نیست. بهاءالله جهان را یک واحد زنده معنوی می‌داند که برای حرکت به سوی مرحله بعدیِ تکاملِ جمعی و معنویِ خود نیاز به آموزه‌های نوین اخلاقی در سطحی جهانی دارد. بهاءالله به صورت اصولی تمام نیازمندی‌های این هدف را - مانند وحدت دین، زبان و ساختارهای سیاسی بین‌المللی چون عدالت اجتماعی، حکمرانی دموکراتیک و مشورت-محور مشخص می‌کند. این‌ها اصول لازم برای رسیدن به وحدت نوع بشر است که با دغدغه‌های ناسیونالیستی و اتحادِ محدودِ امپریالیسمِ اروپاییِ متفکران غربیِ هم‌عصرِ بهاءالله تفاوت‌های اساسی دارد. در اندیشه بهاءالله از آنجا که بشر حقیقتی زنده و بهم تنیده دارد موسسات بشری، اصول فرهنگی، هنجارها، مفاهیم عدالت و برابری باید در سطحی جهانی تعریف شوند. فیلسوفان عصر روشنگری علیه این نظریه سنتیِ دین که چون مشیت الهی تغییر نمی‌کند پس نظم اجتماعی بشر نیز نباید تغییر کند، و اینکه از دین برای تحکیم سنت و مقاومت در برابر پویایی و مقتضیات تاریخ استفاده شده، شوریدند. اما نظر بهاءالله دقیقاً عکس این است. بهاءالله بر اصل سیر تکاملی ادیان تأکید می‌کند: آموزه‌های دین با ظهور پی در پی ادیان بنا بر نیازها و شرایط بشر تجدید می‌شوند و تغییر می‌کنند. ظهور هر دین جدیدی بشر را به مرحله بعدی تکامل جمعی او هدایت می‌کند. دین به جای اینکه متصلب و غیرقابل تغییر باشد منبع پیشرفت و پویاییِ اجتماعی و معنوی بشر است. در این دیدگاه مشیت الهی بر حرکت بشر به سوی وحدت و پیشرفتی روزافزون استوار است و نقش دین ایجاد تمدنی پیوسته در حال پیشرفت است.
مکوین معتقد است که چون بهاءالله با مبلغان اروپایی در ادرنه و عکا در تماس بود تحت تأثیر افکار مسیحی و غربی رایج در امپراتوری عثمانی عصر خود بود و مانند اصلاح‌طلبان هم‌عصرش، مفاهیم مسیحی و غربی را با دیدگاه‌های اسلامی آمیخته بود و در آثار متاخر خود در عکا وارد کرده بود.:۵۰۹ دیگران این نظریه را تقلیل‌گرانه و نادرست می‌دانند. اصلاحات بهاءالله کاملاً خارج از چهارچوب اسلام و در عین حال در تضاد با متفکران غربی است. نظریه مکوین نمایانگر این گرایش رایج «شرق‌شناسانه» است که هر تماس شرقی‌ها با غرب را همواره باید به معنی تاثیرپذیری از غرب تعبیر کرد. این درحالیست که بهاءالله سعی داشت جهت تأثیر گذاری را از طریق ارسال نامه‌های فردی و جمعی - که در آن با لحنی مقتدرانه و الهی فرمانروایان قدرتمند عصر خود در اروپا و غرب آسیا را خطاب می‌کند و به اصلاحاتش فرامی‌خواند - معکوس کند. در این نامه‌ها بهاءالله علاوه بر تأکید بر اصلاحاتش به بسیاری از مسائلی که غرب درگیر آن بوده می‌پردازد و از آن انتقاد می‌کند، نظیر یهودی‌ستیزی قدرتهای اروپایی، مسابقه تسلیحاتی و جنگ‌افروزی، و ساختار غیردموکراتیک و استبدادی حکومت‌ها (مانند فرانسه بناپارتی و استبداد مطلق پروس).
بهاءالله بعد از اصلاح و احیای جامعه بابی نظر خود را معطوف به اصلاحات در سطحی جهانی کرده بود. اصلاحات بهاءالله از چارچوب اسلام خارج می‌شود و بسیاری از احکام و عناصر شریعت اسلام و مذهب تشیع را منسوخ و الغاء می‌کند که از مهم‌ترین آنها می‌توان به نسخ احکام جهاد، برده‌داری، نجاست، صیغه، تقیه، قصاص، ارتداد و از میان برداشتن طبقه روحانیت اشاره کرد. اصلاحات بهاءالله دوام پیدا کرد و ادامه یافت، در حالی که اصلاحات هم‌عصران او در جهان اسلام تنها تأثیرات محدودی در سطوح محلی یا منطقه‌ای داشت ولی فراتر از آن نرفت.
به عقیده مک یوئِن بهاءالله از کتاب مقدس نیز تأثیر پذیرفته بود و این تأثیر از نقل‌قول‌های او از کتاب مقدس در کتاب ایقان و جواهر الاسرار که در بغداد نگاشته است مشخص است.:۵۰۹

### تأثیر اندیشهٔ بهاءالله بر دیگران
آثار بهاءالله و جانشین او عبدالبهاء تأثیرهای آشکاری بر جنبش‌های اصلاح‌طلبی که آن زمان در ایران و امپراتوری عثمانی در جریان بود گذاشتند. در دهه‌های ۱۸۹۰ و ۱۹۰۰ که فشار برای انجام اصلاحات در ایران افزایش یافت و مقدمات جنبش مشروطه فراهم شد، اصلاح‌طلبان فقط از اروپا الهام نمی‌گرفتند. توجه آن‌ها به آموزه‌های بهائی به‌شدت جلب شده بود و اکثر آرایی که بعداً در دستور کار اصلاح‌طلبان مشروطه‌خواه قرار گرفت جزئی از تعالیم بهائی به‌شمار می‌رفت. با این وجود اصلاح‌طلبان ایرانی هرگز به تأثیر دیانت بهائی بر افکار خود اعتراف نکردند، زیرا چنین ارتباطی بدعت‌آمیز تلقی می‌شد. از طرفی دیگر اصلاح‌طلبان عثمانی، به خصوص اعضای ترکان جوان مانند عبدالله جودت، آشکارا و به صورت مثبت در مورد بابیان و بهائیان و تعالیم بهائی سخن می‌گفتند. با این حال محققان غربی و تا حد بسیار زیادی محققان معاصر ترک تاکنون روابط و تماس‌های بین اصلاح‌طلبان عثمانی و بهائیان و تأثیر احتمالی رهبران بهائی بر جریان اصلاحات را نادیده گرفته یا کم رنگ انگاشته‌اند.
البته تفاوت‌های بنیادینی در رویکرد و تفکر اصلاح‌طلبان و رهبران بهائی دیده می‌شود. رویکرد اصلاح‌طلبان در ایران و امپراتوری عثمانی یا در چارچوب نوگرایی، یا احیاگرایی اسلامی، یا در چارچوب مدرنیته و ملی‌گرایی سکولار مانند جنبش ترکان جوان قرار می‌گرفت. امّا اصلاحات بهاءالله و عبدالبهاء فرااسلامی و جهان‌شمول بودند که علاوه بر دستاوردهای مدرنیته بر احیای ارزش‌های اخلاقی از طریق دیانتی جدید تأکید می‌کرد. همچنین بسیاری از اصولی که رهبران بهائی از آن سخن می‌گفتند در گفتمان‌های اصلاح‌طلبان آن زمان دیده نمی‌شود. بهاءالله و عبدالبهاء از نخستین کسانی بودند که با نگارش آثاری به زبان فارسی، خواهان دموکراسی و اصلاحات اجتماعی شده بودند. در فاصلهٔ دهه‌های ۱۸۷۰ تا ۱۸۹۰ که نظام‌های استبدادی بر بخش وسیعی از اروپا سلطه داشتند و اکثر اصلاح‌طلبان سکولار ایرانی، نظیر ملکم خان، تنها خواستار آن بودند که شاه به کمک شورایی انتصابی حکومت کند، بهاءالله در کتاب اقدس (۱۸۷۳) از حکومت جمهوری در ایران سخن گفت و در سال ۱۸۹۱، خواهان تشکیل مجالس انتخابی شد.
بهاءالله در سال ۱۸۷۵ از عبدالبهاء که آن زمان جوانی سی و یک ساله بود تحریر کتابی را خواست که به «رساله مدنیه» مشهور شد و پیامش در چارچوبی از روند اصلاحات و نوسازی در ایران ارائه شد که توسطحسین خان مشیرالدوله، دولتمرد اصلاح‌گر، آغاز شده بود. عبدالبهاء در این کتاب از انتخاب نمایندگان مجالس و شوراها توسط مردم حمایت کرد و خواهان گسترش آموزش و پرورش مدرن در سراسر کشور و تعلیم علوم و هنرها، ایجاد یک نظام حقوقی واحد، برابری حقوقی، تأمین مالکیت خصوصی، رفع فساد دیوان‌سالاری دولتی، و منظم‌ساختن رویه‌های آشفته در دادگاه‌های ایران شد. او یک دهه بعد در سال ۱۸۸۶ دولت را به تضمین آزادی عقیده افراد فراخواند. در دههٔ ۱۸۸۰، بهاءالله از مسائلی همچون اهمیت فراگیری علوم و هنرهای مدرن، ضرورت ارتقای نقش اجتماعی زنان، نیاز به تعلیم و تربیت عمومی به‌ویژه برای دختران و به‌خصوص در زمینهٔ علوم و هنرهای مدرن، اهمیت عدالت و نیاز به توجه خاص به کشاورزی سخن گفت. در آثار اکثر اصلاح‌طلبانِ سکولار آن زمان خبری از بسیاری از این مسائل نبود.
بهائیان در جلب افکار عمومی به اصلاحات اجتماعی نیز پیشگام بودند. در مقایسه با اصلاح‌طلبان سکولار، بهائیان این آراء را به شیوه‌ای بومی و از نظر فرهنگی همدلانه‌تر رواج می‌دادند. در حالی که آراء و حتی سخنان اصلاح‌طلبان سکولار برای اکثر ایرانیان قابل فهم نبود. آثار بهاءالله و عبدالبهاء مبتنی بر مفاهیم و واژگان بومی موجود بود و در نتیجه گفتمان آن‌ها آشناتر، فهمیدنی‌تر، و بنابراین پذیرفتنی‌تر بود. در سال‌های منتهی به انقلاب مشروطه و طی این انقلاب (۱۹۰۹–۱۸۹۵)، نه تنها گفتمان بهائی مربوط به مشروطه‌خواهی و اصلاحات اجتماعی تثبیت شده بود بلکه بهائیان همچنین سرگرم اجرای این پیشروی‌ها در جوامع خود در شهرهای عمده و بسیاری از نواحی روستایی ایران بودند. آن‌ها برای ادارهٔ امور خود در حال گذار از نظام سنتی رهبری به نظام مبتنی بر شوراهایی بودند که به‌طور دموکراتیک توسط بهائیان هر محل بنا بر آموزه‌های نوین انتخاب می‌شدند. در سال ۱۸۷۳، بهاءالله خواهان تشکیل محفل محلی در هر محل شده بود. بهائیان ایران شوراهای گوناگونی را تشکیل دادند و در نخستین سال‌های قرن بیستم، شوراهای بهائی در همهٔ جوامع بزرگ بهائی تأسیس شدند. بهائیان همچنین در خط اوّل تأسیس مدارس منطبق با اصول تعلیم و تربیت و برنامهٔ درسی مدرن (غیر مکتبی) قرار گرفتند. نخستین مدرسهٔ پسرانهٔ بهائی در سال ۱۹۰۰ در تهران تأسیس شد و به تدریج شبکه‌ای از هشتاد مدرسهٔ مدرن در شهرها و روستاهایی که جامعهٔ بهائی در آن‌ها موجود بود ایجاد گشت. بهائیان طلایه‌دار ترویج فعالیت زنان در عرصه‌های اجتماعی هم بودند. هر جا مدرسهٔ پسرانه‌ای تأسیس می‌شد، مدرسهٔ دخترانه هم گشایش می‌یافت. «محفل ترقی نسوان» در سال ۱۹۰۹ تأسیس شد و کلاس‌های سوادآموزی، آموزش سخنوری، معلومات عمومی، و معارف بهائی برای زنان برگزار گردید.

### دیدگاه‌های اجتماعی و سیاسی، و ابلاغ جهانی رسالت: ارسال نامه به سران کشورها

#### پیش‌زمینه
بهاءالله پس از تبعید به ادرنه و استقرار آئین جدید، اقدام به ابلاغ عمومی رسالت خود در سطحی جهانی نمود. او از سپتامبر سال ۱۸۶۷ شروع به ارسال نامه‌هایی به سران ممالک، پادشاهان وقت، و شخصیت‌های مهم سیاسی و دینی کرد. در این نامه‌ها بهاءالله از آغاز عصری جدید سخن گفت و به روشنی مقام خود را اعلام داشت. او در ابتدا هشدار داد که نظم فعلی جهان شاهد آشوب‌های سیاسی و اجتماعی متعددی خواهد بود. بهاءالله در این نامه‌ها به ویژه فرمانروایان مقتدر کشورهای اروپائی را دعوت کرد تا دستیابی به وحدت جهانی را اصلی‌ترین هدف خود قرار دهند و آن‌ها را فراخواند تا مجمعی جهانی برای پایان دادن به جنگ تأسیس کنند. و بیان نمود صلح دائمی تنها از طریق اقدام جمعی امکان‌پذیر است. به گفته او خداوند برای این هدف قوایی تاریخی برانگیخته است که هیچ‌کس توان مقاومت با آن را ندارد، خداوند به سران ممالک قدرت تفویض کرده است تا اتحاد عالم، عدالت اجتماعی و صلح جهانی را متحقق سازند. حکومت‌هایی که در برابر این اهداف ایستادگی کنند خود و دیگر ملت‌ها را به ورطه اضمحلال و نابودی خواهند کشید.
بهاءالله به صورت تدریجی اما منسجم و با در نظر گرفتن شرایط زمانه و ظرفیت مخاطب مطالبش را در باب حکمرانی بیان می‌کند تا حکمرانان به صورت تدریجی گام‌هایی برای حرکت به سوی الگوی ایده‌آل حکومت بردارند. به عنوان مثال وی ایده دموکراسی را به مرور مطرح می‌کند تا مورد سوء برداشت قرار نگیرد و رد نشود. از طرف دیگر بهاءالله هیچ‌کدام از نظام‌های سیاسی موجود از جمله نظام‌های غربی را به معنی واقعی عادل نمی‌داند. به عنوان مثال دموکراسی مورد نظرِ بهاءالله رقابت‌های سیاسی احزاب و پیشبردِ منافعِ خاصِ گروهی توسط منتخبان را رد می‌کند. لازمه عدالت از دیدگاهِ بهاءالله تحولِ روحانیِ اجتماع و ایجاد تمدنی است که بر اساس آموزه‌های آئین او بنا شده است. در این فاصله اما او پیشنهادهای کوتاه مدت برای بهبود شرایط موجود برای جوامع امروزی ارائه می‌دهد تا بشر را به صلحی سیاسی و عرفی برساند.
بهاءالله سال‌ها قبل از شروع جنبش بابی، به خشونت‌پرهیزی و صلح‌طلبی باور داشت. این باور به گفتهٔ او از دوران کودکی و پس از انقلاب و تحولی معنوی که در پی حزن و تأسف شدید از خواندن داستان قتل‌عام قبیله بنی‌قریظه در وی ایجاد شده بود، شکل گرفته بود. در جنبش بابی، بهاءالله از همان ابتدا به دنبال رویکردی بود که اگر چه بر گسست از اسلام تأکید می‌کرد ولی در عین حال معتدل و خشونت‌پرهیز بود. پس از درگیری دفاعی بابیان در طبرسی، بهاءالله سعی داشت تا از موقعیت بالای اجتماعی خانواده خود برای مذاکره و پایان درگیری استفاده کند. او تلاش‌های مکرری انجام داد تا دوستان و خویشاوندان صاحب‌نفوذ خود را قانع کند که بابیان صلح‌طلب و قانون‌مدار هستند. او به مقامات هشدار داد که اگر دولت در انجام مسئولیت خود برای متوقف کردن آزار و اذیت‌هایی که روحانیون محرک آن بودند کوتاهی کند، کشور با خشونت‌های گسترده و بی‌نظمی عمومی مواجه خواهد شد. از طرف دیگر، دیدگاهی وجود دارد که می‌گوید عقاید بهاءالله در مورد مقابله با حکومت در طول زمان تغییر کرد.:۵۲ طبق این دیدگاه پس از شکست جنبش بابی، او با الهام از روش امامان شیعه پس از نبرد کربلا، برای بقای جنبش به اطاعت از حکومت و صلح‌طلبی روی آورد.:۴۵۸، ۵۰۳، ۵۰۶
تبعید بهاءالله به ادرنه و عکا با جنبش‌های اصلاح‌طلبانه در امپراتوری عثمانی همزمان بود. این جنبش‌ها باعث ایجاد پرسش‌های فراوانی در میان بهاءالله و همراهانش شده‌بودند.:۵۲ گروه عثمانی‌های جوان در این زمان فعال بودند و تأثیر فراوانی بر متجددین ایرانی مانند حسین‌خان سپهسالار و ملکم خان داشتند.:۶۲ بهاءالله نیز با جنبش‌هایی مانند عثمانی‌های جوان در تماس بود و در زمینه‌های اجتماعی دیدگاه‌هایش شبیه عثمانی‌های جوان و مدحت پاشا، به جز تکیه بر اسلام، برای مبارزه با استبداد بود.:۶۸–۶۹ در سال ۱۸۶۷، بهاءالله در «سورهٔ ملوک» خواستار مشاوره‌دادن به سلطان شده، از اصلاحات حمایت کرد، و سلطان را به داشتن استقلال از وزیران قدرتمندش توصیه نمود.:۵۴ این توصیهٔ بهاءالله با جنبش اصلاح‌طلبانهٔ تنظیمات که در عثمانی در جریان بود هماهنگی داشت.:۵۶ علی‌رغم این نامه، چند ماه بعد، سلطان عبدالعزیز بهاءالله و همراهانش را به زندانی در عکا تبعید کرد.:۵۶ بهاءالله از این تبعید خشم‌گین شده در سال ۱۸۶۹ در لوح فؤاد، سلطان عبدالعزیز را ستمگر نامیده و پیش‌بینی کرد که به زودی ناآرامی‌های اجتماعی امپراتوری را فرا خواهد گرفت. در این نامه‌ها او مرگ هر دو وزیر (عالی پاشا و فؤاد پاشا)، سرنگونی شخص سلطان، و از دست رفتن متصرفات عثمانی، در قارهٔ اروپا، را به دلیل سوء استفاده از قدرت مدنی، سوء حکمرانی، و همچنین ظلم و سختی هائی که بر او و پیروانش وارد آورده بودند پیش‌بینی کرده بود. به نظر خوان کول، بهاءالله در این پیش‌بینی تنها نبود، حتی علمای مسلمان نیز در خطبه‌های ماه رمضان‌شان پیش‌بینی فروپاشی امپراتوری را می‌کردند؛ لذا پیش‌بینی‌های بهاءالله پدیده‌ای نامعمول نبود و رویهٔ مذهبی آن‌زمان به‌شمار می‌رفت.:۵۸ بهاءالله پس از رسیدن به عکا در نامه‌هایش به پادشاهان، آنان را به کناره‌گیری از ادارهٔ کشور و سپردن آن به وزیران و نمایندگان مردم توصیه کرد. به گمان کول، شاید این نگرانی جدید ناشی از تجربهٔ تاسف‌بار او با استبداد تعدیل شده از نوع تنظیمات بوده باشد که به عقیده او ظلم بزرگی در حق او و دیانتش مرتکب شده بودند.:۶۰

#### رهبران سیاسی
بهاءالله از سال ۱۲۴۵ خورشیدی (۱۸۶۶م) هنگامی که هنوز در ادرنه بود بعد از ابلاغ رسالت خود به بابیان، نامه‌هایی به سران کشورهای جهان ارسال نمود. بهاءالله ارسال این نامه‌ها را پس از تبعید و زندانی شدن در عکا ادامه داد. او نامه‌هایی به لوئی ناپلئون، امپراتور فرانسه؛ ویکتوریا، ملکه انگلستان؛ الکساندر دوم تزار روسیه؛ ناصرالدین شاه قاجار پادشاه ایران؛ و سلطان عبدالعزیز خلیفه عثمانی، و دو تن از وزرای او به نام‌های عالی پاشا و فؤاد پاشا نوشت. بعضی از رهبران دیگر نظیر قیصر ویلهلم اول امپراتور آلمان، فرانسوا ژوزف پادشاه اتریش و مجارستان و روسای جمهور آمریکا متعاقباً در کتاب اقدس مورد خطاب قرار گرفتند.
بهاءالله در این نامه‌ها خود را موعود تمامی ادیان و مُصلح عالم که برای اتحاد نوع بشر ظهور کرده، خواند و سران کشورها را به پذیرش رسالت خود دعوت نمود و از آن‌ها خواست تا از مسابقه تسلیحاتی و تحمیل هزینه‌های آن بر مردم دست بردارند. برای حل و فصل اختلاف‌های موجود و دستیابی به صلح عمومی گرد هم جمع شوند و با ایجاد امنیت جمعی از آن پاسداری کنند. به‌طور دقیق‌تر، در این نامه‌ها بهاءالله سران ممالک را به تشریک مساعی در تشکیل یک دادگاه بین‌المللی برای دستیابی به صلح و رفع اختلاف‌های موجود بین کشورها فراخواند. این مجمع جهانی در مرحله ابتدائی خود، به گفته او، باید توسط یک نیروی پلیس بین‌المللی که از کشورهای عضو تشکیل شده محافظت شود تا در اجرای حکم جاری، برای حل و فصل صلح‌آمیز مناقشات بین‌المللی پشتیبانی کند.
بهاءالله در این نامه‌ها همچنین سران ممالک را بر کاهش مالیات‌های سنگین، حمایت از فقراء و طبقه کارگر، و ارائه خدمات ضروری اجتماعی از طریق هزینه‌هایی که از خلع سِلاح به دست می‌آید فرا خواند. به عقیده او فقرا حق غذا، مسکن، آموزش عمومی، و حکومتی که مردم را نمایندگی می‌کند، دارند. بهاءالله همچنین از دموکراسی، حکمرانی قانون، سلطنت مشروطه، حکومت پارلمانی و عدالت و تساوی برای همگان بدون در نظر گرفتن دین پشتیبانی نمود. نامه بهاءالله به ملکه ویکتوریا بر بهبود اجتماعیِ تساوی‌گرا تأکید داشت. او در این نامه، ملکه را به دلیل لغو برده‌داری و اینکه زمام امور را به دست مردم سپرده است ستود. اشاره بهاءالله در نامه به حکومت پارلمانی و قانون اصلاحات سال ۱۸۶۷ بود که حق رای را توسعه بخشید و حتی بعضی کارگران شهری و اتحادیه‌ها را هم شامل شد.
در نامه‌های بهاءالله همچنین دستورالعمل‌هایی برای رسیدن به یک جامعه متحد جهانی تبیین شده است. از جمله این دستورالعمل‌ها گزینش یک زبان و خط بین‌المللی، ترویج یک نظام آموزشی همگانی و اجباری، و تعیین واحد پول و اندازه‌گیری یکسان است. با انتخاب یک زبان و خط بین‌المللی، یا ایجاد یک زبان و خط نوین، مردم کشورهای مختلف می‌توانند در عین حفظ هویت فرهنگی خود با مردم سایر نژادها و ملل ارتباط برقرار کنند. نظام آموزشی اجباری و همگانی موجب ریشه کن شدن بیسوادی خواهد شد و سیستم یکسان وزن و مقدار بین‌المللی موجبات ایجاد استانداردی جهانی در عرصه اقتصاد را فراهم خواهد کرد. در جهانی که در آن امنیت جمعی برقرار است هزینه‌های نظامی و تسلیحاتی کشورها به نحو چشمگیری کاهش خواهد یافت و درآمدهای مالیاتی صرف رفاه اجتماعی خواهد شد.

##### ایران
بهاءالله درسال ۱۸۶۹ در طی نامه‌ای از ناصرالدین‌شاه خواست که فرصتی به او داده شود تا در حضور شاه و در مقابله با علماء حقیقت رسالتش را به اثبات برساند. بهاءالله در این نامه خواستار رعایت عدالت و رواداری مذهبی نسبت به بهائیان شد. او همچنین به شاه اطمینان داد که بنابر تعالیم او بهائیان از هرگونه خشونت و فسادی پرهیز می‌کنند. بدیع نیشابوری، قاصدِ نامه که نوجوانی ۱۷ ساله بود، به دستور ناصرالدین شاه شکنجه و کشته شد. به گفته سپهدار اعظم، شاه نامه را به ملا علی کنی و دیگر علمای تهران داد تا جوابی بر آن بدهند. علماء، نامه را بی‌جواب گذاشتند. ملا علی کنی به مستوفی الممالک، نخست‌وزیر وقت، پیغام داد که نامه جوابی ندارد و جوابش همان بود که شاه نسبت به قاصد نامه مجری داشت، و اگر شاه شکی نسبت به اسلام دارد، ملا علی کنی باید اقدامی به عمل آورد تا شُبهٔ او زایل شود. کَنی در ادامه از شاه خواست تا از سلطان عثمانی بخواهد که بر بهاءالله بسیار سخت بگیرد و تمامی راه‌های ارتباط با او را ببندد. بعد از کشته شدن بدیع نیشابوری، بهاءالله شاه را با عنوان «رئیس ظالمین» تقبیح کرد و اظهار داشت که به زودی عبرت جهانیان خواهد شد. وی همچنین پیروانش را به رعایت حکمت در تبلیغ پیام بهائی توصیه کرد. حکمت در آثار بهاءالله غالباً به این معنی است که فرد سنجیده عمل کرده و آئین بهائی را به گونه‌ای به طرف مقابل معرفی کند که به جدل و ستیزه ختم نشود و تأثیر مثبتی بر مخاطب بگذارد.
بعدها بهاءالله در ژوئیه ۱۸۹۱ در «لوح دنیا»، از اینکه ایران جایگاه خود را به عنوان مرکز جهانی دانش و فرهنگ از دست داده و به جایی سقوط کرده که بر هلاکت خود قیام نموده، افسوس خورد. وی در این اثر با اشاره به آیه‌ای از کتاب اقدس که ظهور دموکراسی مردم را در تهران پیش‌بینی کرده از استبداد حکومت قاجار و اینکه حکومت حقوق مردم را غصب کرده ابراز تاسف نمود. بهاءالله در کتاب اقدس در خطابی به تهران (یعنی ایران) پیش‌بینی کرده بود که امور در او دچار انقلاب خواهد شد و دموکراسی مردم بر او حکومت خواهد کرد. چند دهه بعد در بحبوحه انقلاب مشروطه، شیخ فضل‌اللّه نوری در میدان توپخانهٔ تهران بالای منبر رفت و آیه یادشدهِ کتاب اقدس را برای حضار خواند. سپس گفت چهل سال پیش رهبر «بابی‌ها» چنین دستوری داده و حال پیروانش سرگرم اجرای فرمان‌های او هستند. در شیراز هم قوام‌الملک که مخالف مشروطه بود مردم را به مسجد نو فراخواند و همین عبارتِ کتاب اقدس را برای آن‌ها خواند و از ایشان پرسید آیا واقعاً خواهان تأسیس حکومت مشروطه‌ای هستند که میرزا حسین‌علی به پیروانش وعده داده است.

#### رهبران دینی
بهاءالله نامه‌هایی هم به رهبران ادیان از جمله پاپ پی نهم نوشت. او در این نامه وی را به بررسی پیام و رسالت خود دعوت کرد و به واگذاری حکومت عرفی (سلطه خود بر ایالات کلیسا)، ترکِ جزم اندیشی و تعصبات دینی، حذف تشریفات زائد، ترک انزوای قصر واتیکان، دیدار با روسای مذاهب غیر کاتولیک، و دعوت سران ممالک به عدالت، و نصرتِ رسالت خود فراخواند. او همچنین به کشیشان کاتولیک توصیه کرد تا از انزوای کلیساها و صومعه‌ها خارج شوند، ازدواج کنند، و به فعالیت در اجتماع و آنچه باعث منفعت آن‌ها و عموم می‌شود مشغول گردند. بهاءالله همچنین در این نامه‌ها هشدار داد که اساساً پیشوایان دینی در تاریخ، نخستین کسانی بودند که پیامبران الهی- مؤسسان ادیان، را انکار کردند و مورد آزار قرار دادند.
بهاءالله در نامه‌هایی که به سران کشورهای مسلمان ارسال داشت، از جدایی دین از سیاست و مشروعیت دولت عرفی حمایت کرد و بر دوری بهائیان از خشونت و فساد تأکید نمود. او نامه‌هایی نیز به بعضی از علمای سرشناس ایران نوشت. او در این نامه‌ها آنان را عامل سقوط اسلام دانست و به علت سرکوب و کشتار بهائیان سخت مورد بازخواست قرار داد.

#### هشدارها و پیش‌بینی‌ها
نامه‌های بهاءالله حاوی هشدارها و پیش‌بینی‌هایی در مورد آینده بعضی کشورها و برخی فرمانروایان بودند. به‌طور کلی بهاءالله حکومت‌های جمهوری و پادشاهی مشروطه را می‌ستود، و در عین حال برای فرانسه بناپارتی، و دولت‌های استبدادی پروس، امپراتوری عثمانی، و ایران تاج و تخت‌های سرنگون شده، انقلاب‌ها یا رودخانه‌های خون پیش‌بینی می‌کرد. به لوئی ناپلئون، مقتدرترین فرمانروای وقت اروپا هشدار داد که به علت سوء استفاده از قدرت و ریاکاری سرنگون گشته، و قلمروش دچار هرج و مرج خواهد شد. ناپلئون دو سال بعد در جنگ سدان شکست خورد و سلطنتش دچار اغتشاش گشت. از سرزمین مادری تبعید شد، و حکومت فرانسه به نوع جمهوری تبدیل شد. به دنبال آن قیصر آلمان ویلهلم اول که ناپلئون را شکست داده بود با خطاب و هشداری مشابه روبرو شد. تزار روسیه، پادشاه ایران و فرانسوا ژوزف نیز هشدارهائی بر وزن انذارها به ناپلئون دریافت کردند. بهاءالله که آن زمان زندانی حکومت عثمانی بود نامه‌هایی در طی سال‌های ۱۲۴۷ و ۱۲۴۸ شمسی (۱۸۶۸ و ۱۸۶۹م) به عالی پاشا (صدراعظم) و فؤاد پاشا (وزیر امور خارجه) نوشت. در این نامه‌ها، مرگ هر دو وزیر، سرنگونی شخص سلطان عبدالعزیز، و از دست رفتن متصرفات عثمانی در قارهٔ اروپا را به دلیل سوء استفاده از قدرت مدنی، سوء حکمرانی، و همچنین ظلم و مصائبی که بر او و پیروانش وارد آورده بودند پیش‌بینی کرد. مرگ زودهنگام دو وزیر کمی بعد در سال‌های ۱۲۴۸ و۱۲۵۰شمسی (۱۸۶۹ و ۱۸۷۱م) در حالی که هنوز در دهه پنجم زندگی خود بودند به وقوع پیوست. سلطان عبدالعزیز از قدرت برکنار شد و در سال ۱۲۵۶ شمسی (۱۸۷۶م) خودکشی کرد یا به قتل رسید. و در نهایت جنگ مصیبت بار عثمانی با روسیه در بین سال‌های ۱۲۵۶ و ۱۲۵۸ شمسی (۱۸۷۷ و ۱۸۷۸م) باعث از دست دادن بعضی متصرفات اروپایی عثمانی شد. بهاءالله در کتاب اقدس نیز به ظلم و ناکارآمدی حکومت عثمانی، و سقوط آن در آینده اشاره نمود. به باور بهائیان، همچنین در کتاب اقدس در جایی که آلمان را مورد خطاب قرار داده، به جنگ‌های جهانی اشاره کرده، و چشم‌اندازی از ظهور دموکراسی در ایران را نیز ارائه داده است.

## آموزه‌ها

### ظهور تدریجی وحی
بهاءالله با تأکید بر ذات استعلایی خداوند، حلول و تجسد پروردگار و عقیده وحدتِ وجود را رد می‌کند و او را ورای این جهان می‌داند. خداوند خود را در این جهان به واسطه پیام‌آورانش در یک فرایند تدریجی-ادواری، و منطبق با استعداد درک بشر و مقتضیات زمان و محیط، متجلی می‌سازد. این فرایند متناوب و در عین حال تکاملی است. از طرفی با ظهور هر دینی «حقایق ابدی» - اصول معنوی و اخلاقی، که در دین قبل ظاهرشده، امّا با گذشت زمان و تمسک کورکورانهٔ پیروان به سنت، به فراموشی سپرده شده بود دوباره زنده می‌شود. در این نگاه، ظهور پیاپی ادیان را می‌توان به آمدن فصل بهار تشبیه کرد، با آمدن هر بهاری شکوفایی و نوزایی جایگزین سرما و مرگِ زمستانِ قبل از خود می‌شود. از طرف دیگر حقایق و اصول اجتماعی دینی نسبی هستند و سیری تکاملی می‌پیمایند به این معنی که آموزه‌های دینی از طریق ظهور پی در پی ادیان با تغییر مقتضیات زمان و ظرفیت فهم بشر تغییر می‌کنند. هدف از ظهور پیامبران، ظهور فیض الهی و تربیت معنوی انسان برای پیشرفت روحانی او در این جهان و آمادگی او برای عالم بعد است. در دیدگاه بهائی، پیامبران دارای دو کیفیت وجودی می‌باشند. یکی وجود انسانی، و دیگری مقام الهی آن‌ها است. در مقام الهی از آنجا که همگی تجلی خداوند واحدند و اسماء و صفات او را منعکس می‌کنند در واقع ظهور یک حقیقت هستند، ولی از جنبهٔ انسانی شخصیت‌های متفاوت دارند.

### تعالیم اجتماعی
در آثار بهاءالله بارها آمده است که مخاطب پیام او همه نوع بشر می‌باشد. و هدف از آموزه‌های او بازسازی عالم و ترقّی بشریت به عنوان یک واحد منسجم است. او به‌طور مشخص اصل یگانگی نوع انسان را اعلان داشته، و سران ممالک را ترغیب به حل و فصل اختلاف هایِ موجود و دستیابی به صلح عمومی از طریق گرد هم آئی و مشورت، و با ایجاد انتظامِ امنیتِ جمعی از آن پاسداری کنند. او همچنین در راستای رسیدن به یک جامعه متحد جهانی، خواستار اتخاذ یک زبان و خط بین‌المللی، ترویج یک نظام آموزشی همگانی و اجباری، و تعیین واحد پول و اندازه‌گیری یکسان شده است. بهاءالله در آثار خود بر ترکِ تعصبات دینی و نژادی و پرهیز از ملی‌گرایی افراطی تأکید دارد. برای اولین‌بار، در دههٔ ۱۸۷۰ بهاءالله در کتاب اقدس شروع به نوشتن در مورد جایگاه زنان در جامعه کرد. تأکید او بر تعلیم و تربیت دختران یکی دیگر از نمونه‌های متعددِ حمایت وی از بهبود وضعیت زنان است. بهاءالله در آثار خود بیان می‌کند که نزد خدا زن و مرد برابر هستند و هیچ‌یک بر دیگری برتری ندارد. هرچند این برابر انگاشتن به معنی حذف جنسیت در تمایز مقام‌ها نیست.:۱۷۶ آموزه‌های او طرفدارِ جدی آزادی زنان است. او بسیاری از رسومات تبعیض آمیزِ علیه زنان همچون ازدواج موقت، نامزدی دراز مدت، یا ازدواج اجباری، ازدواج دختران زیر پانزده سال، و سه طلاقه کردن همسر را منع می‌کند. بعضی آموزه‌های دیگر بهاءالله در ارتباط با زنان به تدریج و توسط جانشین و مفسر رسمی آثارش، عبدالبهاء، بیان شدند، و توسط جامعه‌های بهائی به مرحلهٔ اجرا درآمدند. تک‌همسری و دادن اولویت حق تحصیل به دختران دو نمونه از این مواردند. زنان می‌توانند در تمام موسسات بهائی به جز بیت العدل اعظم عضو شوند بهائیان موظف به نوشتن وصیتنامه‌اند و بنا بر حکم کتاب اقدس می‌توانند به هر نحو که مایل باشند اموال خود را مابین ورثه تقسیم کنند. در صورت نبود وصیت‌نامه احکام ارث در کتاب اقدس نوعی توازن نمادین، نه برابری کامل را بیان می‌دارند. به عنوان مثال در صورت نبود وصیت‌نامه، خانه به پسر ارشد و جواهرات مادر (که آن زمان ارزش بالایی داشتند) به دختران می‌رسد.:۱۷۲–۱۷۳

### تعالیم فردی
بهاءالله از بهائیان می‌خواهد که آئین او را با درست زیستن، رفتار پسندیده و آموزش به دیگران ترویج دهند، فضیلت‌های اخلاقی چون راستگویی، پاکدامنی، درستکاری، امانت‌داری، وفاداری، ادب، بردباری، عدالت و انصاف را در پیش گیرند. با ادیان دیگر با مَنِشی دوستانه و با محبت معاشرت نمایند. او همچنین از آنها خواسته تا در ممالک محل سکونت خود شهروندان نمونه بوده و نسبت به دولت متبوع خود صادق، درستکار و وظیفه‌شناس باشند، و به هیچوجه سبب خشونت و فساد نشوند، از تعصب، غرور، مجادله، نزاع، غیبت و افتراء بپرهیزند، و تلاش خود را در جهت خدمت به نوع بشر ادامه دهند. او هر شکلی از خشونت مذهبی به خصوص جهاد را محکوم و ممنوع اعلام کرده، و به تفصیل در آثارش از نقش دین به عنوان عاملی بازدارنده، برای جلوگیری از جرم، و حفظ نظم اجتماعی نوشته است. بهاءالله همچنین جمع‌آوری صدقه، رهبانیت و بطالت را محکوم ساخته و بر ضرورت اشتغال به کار تأکید کرده است.

### عهد و میثاق
بهاءالله برای حفظ وحدت جامعه بهائی، و جلوگیری از انشقاق، اصلی را بنا نهاد که با عنوان عهد و میثاق شناخته می‌شود. بر اساس این اصل، او چگونگی تداوم جریان هدایت، مسئلهٔ جانشینی، و توضیح و تبیین آثار خود را با دستورالعمل‌های صریح، روشن و کتبی مشخص نمود. به این ترتیب بهاءالله مسئولیت هدایت و رهبری جامعه را پس از خود به پسر ارشدش، عبدالبهاء، سپرد. سپس بنا به وصیت عبدالبهاء در الواح وصایا این مسئولیت به شوقی افندی، نوهٔ عبدالبهاء، و در نهایت همان‌طور که بهاءالله در آثار خود، از جمله کتاب اقدس و کتاب عهدی، و جانشینان او در آثارشان مشخص کرده بودند، وظیفه روشنگری آموزه‌های آئین بهائی به بیت‌العدل اعظم مُحوّل شد. بهاءالله طبقه پیشوایان دینی را در آئین بهائی منسوخ نمود و اداره امور جامعه را بر عهده سیستمی متشکل از موسسات انتخابی نهاد، که در راس آن بیت‌العدل اعظم قرار دارد. این مؤسسات بر پایه مشورت و تصمیم‌گیری جمعی عمل می‌کنند. اصول این روش در آثار بهاءالله آمده است و عبدالبهاء و شوقی افندی جزئیات آن را تشریح کردند و به مرحله اجرا درآوردند. در مجموع این روش مدیریت به‌طور کلی با عنوان نظم اداری بهائی شناخته می‌شود.

## آثار
بهاءالله کتاب‌ها، نامه‌ها (الواح) و دعا و مناجات‌های بسیاری نگاشته است. حدود پانزده هزار نامه و متن نوشته شده توسط او شناسایی شده است.
کتاب ایقان یکی از آثار مهم بهاءالله است. وی این کتاب را اندکی قبل از اعلان رسالت خود در بغداد و در طی دو شبانه روز به رشته تحریر درآورد. کتاب ایقان بر نسبی بودن حقایق دینی، تداوم ظهور وحی در طول تاریخ حیات بشری، یگانگی مقام انبیاء، جهانی بودن پیام‌های ایشان، یکسانی روح تعالیم بنیادینشان، تقدیس کتاب‌های آسمانیشان و دو جَنبِگی مقام‌هایشان (جنبه انسانی، و الهی بودن پیامبر) را تأکید می‌کند. در ضمن بی بصیرتی و انحراف پیشوایان دینی و علمای مذهبی را تقبیح کرده، متون تمثیلی عهد جدید، آیات غامض و متشابهات قرآن، و برخی اخبار و احادیث اسلامی را که باعث ایجاد سوء تفاهم‌ها و دشمنی و اختلاف بین پیروان ادیان بزرگ جهان شده‌اند را تشریح می‌کند. کتاب ایقان همچنین به بیان معانی مفاهیمی همچون رجعت، قیامت، خاتمیت، و رستاخیز می‌پردازد؛ شرایط ضروری برای رفتار و کردار عرفانی انسان را برمی‌شمرد و ادعای قائمیت سید علی‌محمد باب را اثبات می‌کند.
کلمات مکنونه که مجموعه‌ای از جمله‌های کوتاه با محتوای اخلاقی و روحانی است یکی دیگر از مهم‌ترین آثار بهاءالله محسوب می‌شود. بهاءالله این اثر را در دوران تبعید در بغداد و چند سال قبل از اعلان دعوتش به رشته تحریر درآورد. این اثر مورد توجه گسترده بابیان واقع شد و به موفقیت بهاءالله در جلب اقبال اکثر بابیان بعد از اعلان دعوتش کمک کرد. این اثر شامل یک مقدمه کوتاه به زبان عربی و به دنبال آن هفتاد و یک فراز به زبان عربی و سپس هشتاد و دو فراز به زبان فارسی با یک خاتمه کوتاه به زبان فارسی می‌باشد. در مقدمهٔ این اثر، بهاءالله محتوای کتاب را «جوهر» یا چکیده آنچه «بر پیامبرانِ گذشته نازل شده» و اکنون «پیراهن اختصار» بر تن کرده، معرفی می‌کند. محتوای کلمات مکنونه شامل موضوعاتی مانند ماهیت و مقام انسان، ویژگی‌های جهان روحانی و جسمانی، مقام و عملکرد مظاهر ظهور الهی (پیامبران)؛ میثاق ابدی بین خداوند و بشر، پیمان‌شکنی انسان و پیامدهای آن می‌باشد. همچنین در این اثر بهاءالله توضیح می‌دهد که چگونه انسان می‌تواند با وارستگی از امور دنیوی، رهایی از اوهام، کسب صفات روحانی نیک، و پرهیز از صفات و اعمال نا پسند، از نظر روحانی پیشرفت کند. فرازها به‌خصوص فرازهای عربی، به شکل خطاب خداوند به انسان بیان شده‌اند. چند فراز هم دارای محتوای رمزآلود و باطنی هستند که بعدها عبدالبهاء و شوقی افندی آن‌ها را در آثارشان شرح و توضیح داده‌اند. عبدالبهاء، بر اهمیت کلمات مکنونه تأکید کرد و از بهائیان خواست که علاوه بر خواندن روزانه، آن فرازها را به خاطر بسپارند و زندگی روزمره خود را با آموزه‌های آن‌ها مطابقت دهند. شوقی افندی کلمات مکنونه را «مجموعه‌ای شگفت‌انگیز از سخنان گوهربار» خوانده، و در میان آثار بهاءالله پیرامون اخلاق آن را دارای «برتری بی حد و حصر» دانسته است. این اثر از اولین آثار بهاءالله است که شوقی افندی به ترجمه آن پرداخت.
کتاب اقدس در میان تقریباً صد مجلّد از کتاب‌های بهاءالله، بنیان‌گذار آئین بهائی، از اهمیت ویژه‌ای برخوردار است. این کتاب و ضمائم آن به همراه تبیین‌ها و توضیح‌های عبدالبهاء و شوقی افندی و راهنمائی‌های وضع شده توسط بیت العدل اعظم مبنای احکام و قوانین مدنی، جزایی، اخلاقی و دینی آئین بهائی را تشکیل می‌دهند. در کتاب اقدس، بهاءالله علاوه بر وضع احکام و قوانین بهائی و نصایح اخلاقی، طبقه پیشوایان دینی را در آئین بهائی منسوخ می‌نماید، و نظم اداری بهائی که در راس آن بیت العدل اعظم قرار دارد را تشریح و قوانین مدنی، کیفری، اخلاقی و دینی بهائی را که قرار است با تفسیرهای رسمی و یک نظام اداری همراه باشد مشخص می‌نماید. کتاب اقدس برای اولین بار در سال ۱۸۹۰م در بمبئی هندوستان توسط انتشارات دوت پراشاد (به انگلیسی: Dutt Prashad Press) به چاپ عربی تحت عنوان «الکتاب الأقدس و نبذة مِن الواح بهاءالله» منتشر شد.
از دیگر آثار بزرگ و مهّم بهاءالله می‌توان به هفت وادی، چهار وادی، جواهر الاسرار و الواح خطاب به سلاطین اشاره کرد. بهائیان مجموعه آثار بهاءالله را وحی الهی و شالودهٔ آئین بهائی در نظر می‌گیرند. آثار بهاءالله هم‌اکنون به بیش از ۸۰۰ زبان دنیا ترجمه و در بیش از ۲۰۰ کشور منتشر شده است.

### سبک نگارش
با این که بیشتر آثار بهاءالله به فارسی است، اما در بسیاری از آثار مهم او متن‌های عربی هم یافت می‌شوند. نوشته‌های عربی او اغلب در الواحی که مخاطب آن‌ها افراد تحصیل کرده ایرانی بودند دیده می‌شود. در این نامه‌ها (الواح) عربی بیشتر زبان رسمی، و فارسی بیشتر خودمانی بود. هرگاه مخاطب بهاءالله تمام مردم دنیا بودند، یا مطلبی را در ارتباط با جهان منظور می‌داشت، در آثار خود بیشتر از زبان عربی استفاده می‌کرد: کتاب اقدس به زبان عربی است. همان‌طور که الواحی چون الواح ملوک، صلوه سه‌گانه، آیات عقد و ادعیه صوم و نماز میت به متن‌های عربی می‌باشند.
به اعتقاد یکی از محققان، بهاءالله در آثارش از زبان عربی بی‌عیب و زیبایی که نسبتاً بدون مشخصه‌های نامتعارف نوشته‌های باب، و تزئینات مفرطِ موجود در ادبیاتِ عربیِ معاصر آن استفاده می‌کرد. این وضع در مورد آثار فارسی او نیز صادق است. بهاءالله عموماً نثری قافیه دار (سجع)، به سبکی که یادآور قرآن است، اما تاحدی آسان‌تر، و بدون عناصر منسوخ دارد. سبک نوشتار او سخت، مختصر، و متعالی است. دستور زبان بهاءالله و نحوه استفاده آن گاهی تحت تأثیر گفتار فارسی است، همان‌طور که گاهی مکتوبات عربی ایرانیان این گونه بوده است. به همین دلیل بهاءالله گاه‌وبیگاه مورد انتقاد قرار می‌گرفت که عربی خالص نمی‌نویسد. در اواخر زندگی، او پروژه‌ای را مبنی بر جمع‌آوری و ویرایش دوباره آثار خود آغاز کرد. یکی از کارهایی که انجام شد حذف برخی مشخصه‌های بابی در نوشته‌های عربی‌اش بود. بهاءالله آثاری هم به زبان فارسی سره دارد که کلمات عربی در آن‌ها دیده نمی‌شود. مخاطب این آثار زرتشتیان و بهائیانی بودند که پیشینه دینی زرتشتی داشتند.
عموماً بهاءالله، در آثارش، خود را با عباراتی آشنا برای خوانندگان توصیف نموده، و اغلب از عبارت‌های تخصصی علوم مذهبی اسلام، قرآن و فلسفه عرفانی اسلام استفاده می‌کند.

## جایگاه بهاءالله در آثار بهائی
بهائیان، بهاءالله را «مظهر ظهور الهی» و «محل تجلی خداوند» در این زمان می‌دانند. آن‌ها معتقدند که حسینعلی نوری، بنیان‌گذار دین بهائی، جدیدترین فرستاده پروردگار در سلسله پیامبران پیشین چون ابراهیم، موسی، بودا، زردشت، مسیح، و محمّد است، و رسالتش برای ایجاد تمدّنی جدید و جهانی است که بشر در این زمان بدان نیازمند است. بهائیان پیامبران را تجلی روح اعظم الهی بر روی زمین می‌دانند.
بهاءالله در آثار خود، به خصوص در نامه‌هایش به رهبران دینی و سران و فرمانروایان کشورها، خود را مُصلح عالم و موعود تمامی ادیان گذشتهٔ جهان می‌خواند، و ظهور خود را تحقق بشارت‌هایی از جمله «پدر جاودانی» که ظهورش توسط اشعیای نبی (اشعیا ۹:۶) در آیین یهود پیش‌بینی شده بود؛ «روح راستی» یا «تسلی دهنده»، در بشارت عیسی مسیح در موعظه وداع (یوحنا ۱۴–۱۷)؛ ظهور شاه بهرام ورجاوند، موعود آیین زرتشتی در روز رستاخیز موجود در متون متأخر پهلوی؛ ظهور و بازگشت امام حسین در روز قیامت به اعتقاد شیعیان؛ بازگشت دوباره مسیح در روز قیامت به اعتقاد اهل تسنن؛ و ظهور «من یظهره الله» یا همان موعود مذکور و مکرر در آثار باب می‌داند. اکثریت قریب به اتفاق بابیان، بهاءالله را به عنوان موعود آئین بابی پذیرفتند. در ابتدا اکثر باورمندان به آئین بهائی پیشینه بابی یا شیعی داشتند، ولی در اواخر قرن نوزدهم و نیمه اول قرن بیستم شمار قابل توجهی از ایرانیانِ یهودی و زرتشتی بهاءالله را پذیرفتند و به آئین بهائی گرویدند. طبق آمارِ سالِ ۲۰۱۰ دانشنامه بریتانیکا، آئین بهائی از لحاظ پراکندگی در کشورهای جهان، بعد از مسیحیت در مقام دوّم قرار دارد. 

## دیدگاه بهائیان دربارهٔ تصویر حسینعلی نوری
بهائیان معتقدند تصویر مظاهر ظهور باید با نهایت احتیاط و حفظ احترام شایسته نمایانده شود. از این قرار تصویر بهاءالله تنها در هنگام نیایش در مقام اعلی در معرض دید زیارت کنندگان بهائی گذاشته می‌شود. در صورتی که شرایط مورد نظر برای نشان دادن تصویر بهاءالله مهیا نباشد، بهائیان از نمایاندن آن در معرض عموم خودداری می‌ورزند. بنیادهای بهائی نیز همواره از رسانه‌ها می‌خواهند تا از چاپ تصویر حسینعلی نوری خودداری کنند.